# ガルニエ宮
ガルニエ宮（Palais Garnier）は、フランスの首都パリにある歌劇場である。単にオペラ座（l'Opéra）と呼ばれることもある。パリ国立オペラの公演会場の一つである。
フランスの王立オペラの歴史は1669年にさかのぼる。作曲家ロベール・カンベール（Robert Cambert）と組んで宮廷オペラを作っていた詩人ピエール・ペラン（Pierre Perrin）の請願が、財務総監コルベールの仲立ちでルイ14世に許可され、『音楽アカデミー』ができたのである。この名称は時代とともに、政治体制とともに変わった。
パリの王立ないし国立のオペラ劇団が公演する劇場も転々と変わり、ガルニエ宮は13代目である。それまでの劇場は、ルーヴル美術館（フランス革命までは『ルーヴル宮』）の中や隣だったことも、約1.5km離れていたこともあった。
1800年12月、第一統領だったナポレオン・ボナパルトが爆弾に見舞われたのは、8代目のテアトル・デ・ザール（Théâtre des Arts）への途次であった。1858年1月14日、ナポレオン3世が爆弾を投げられたのは、11代目のサル・ル・ペルティエ（Salle Le Peletier）の正面であった。これを機に、以前からの新オペラ座建設計画が1860年9月29日の政令で具体化し、同年12月29日、ナポレオン3世の第二帝政を称える記念碑的建造物の設計が公募された。
折から、セーヌ県知事オスマンのパリ市街区の整理再構築（パリ改造）が進行中で、建設用地は取り払われ空き地となる現在地と決まっていた。
171の応募の中に一等賞はなく、佳作が6件であった。その中からシャルル・ガルニエの案が採択され、1862年7月21日に最初の礎石が置かれた。
1874年12月に工事を終え、1875年1月5日に落成式が行われた。この劇場は設計者の名から「ガルニエ宮」と呼ばれることとなった。
着工から完成までの十余年間のフランスには、1867年のメキシコ出兵の失敗、1870年の普仏戦争の敗戦とナポレオン3世の亡命（翌年没）、1871年のパリ・コミューンと第三共和政の発足などの大事件が多く、新劇場の工事を休むこともあった。
外観および内装はネオ・バロック様式の典型と言われ、たくさんの彫刻を飾り、華美な装飾を施した豪華絢爛たるものである。また建材には当時、最新の素材とされていた鉄を使用した。これによって、従来不可能とされていた巨大な空間を確保することに成功した。2167の座席が5階に配分されており、観客収容規模でも当時最大の劇場であった。
なお、ガルニエ宮正面からパレ・ロワイヤルへ直に南下するオペラ座大通り（Avenue de l'Opéra）は、この建設工事の一環として開かれた。
第二次世界大戦中のドイツ軍の占領下では、ドイツ軍の管理下で営業を続けた。1964年以降、劇場の天井画はマルク・シャガールによるものが飾られて、現代的な新味も盛り込まれている。
1989年には新しいオペラ劇場としてオペラ・バスティーユ（Opéra Bastille）が完成し、以来ガルニエ宮では、バレエと小規模オペラ、管弦楽コンサートを中心とした運用が行われている。

## 建築様式

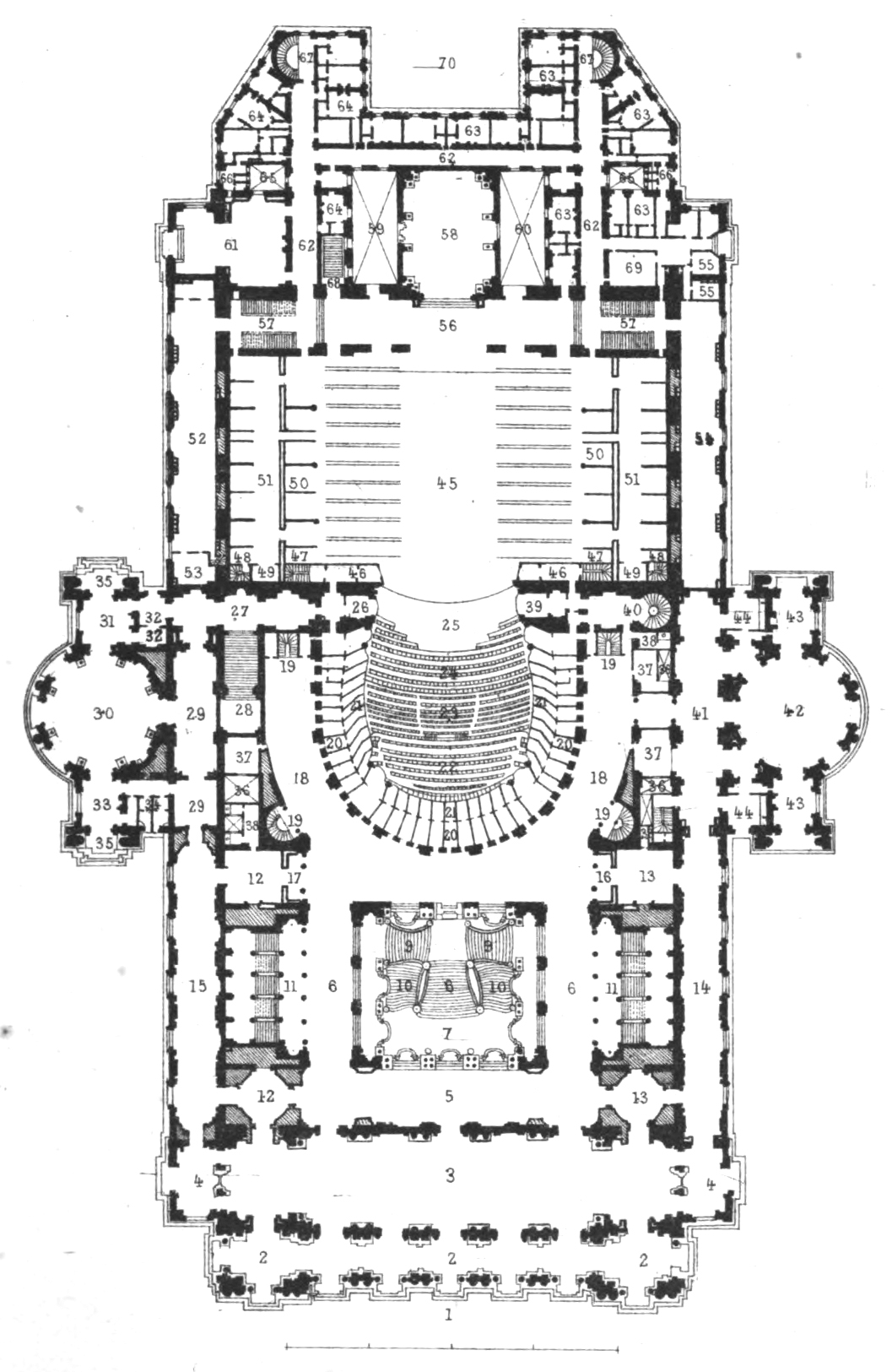
ガルニエ宮のプラン

ガルニエ宮は際立って絢爛な建築物である。建築様式は記念碑的かつ重要な第2帝政期のボザール様式のものであり軸対称に計画されているが、外観の装飾はネオ・バロック様式の要素を伴った折衷主義のものである。
これらには大変手の込んだ大理石のフリーズ、円柱および豪華な彫刻が含まれる。彫刻の多くはギリシャ神話の神々である。

### 外観

#### ファサード

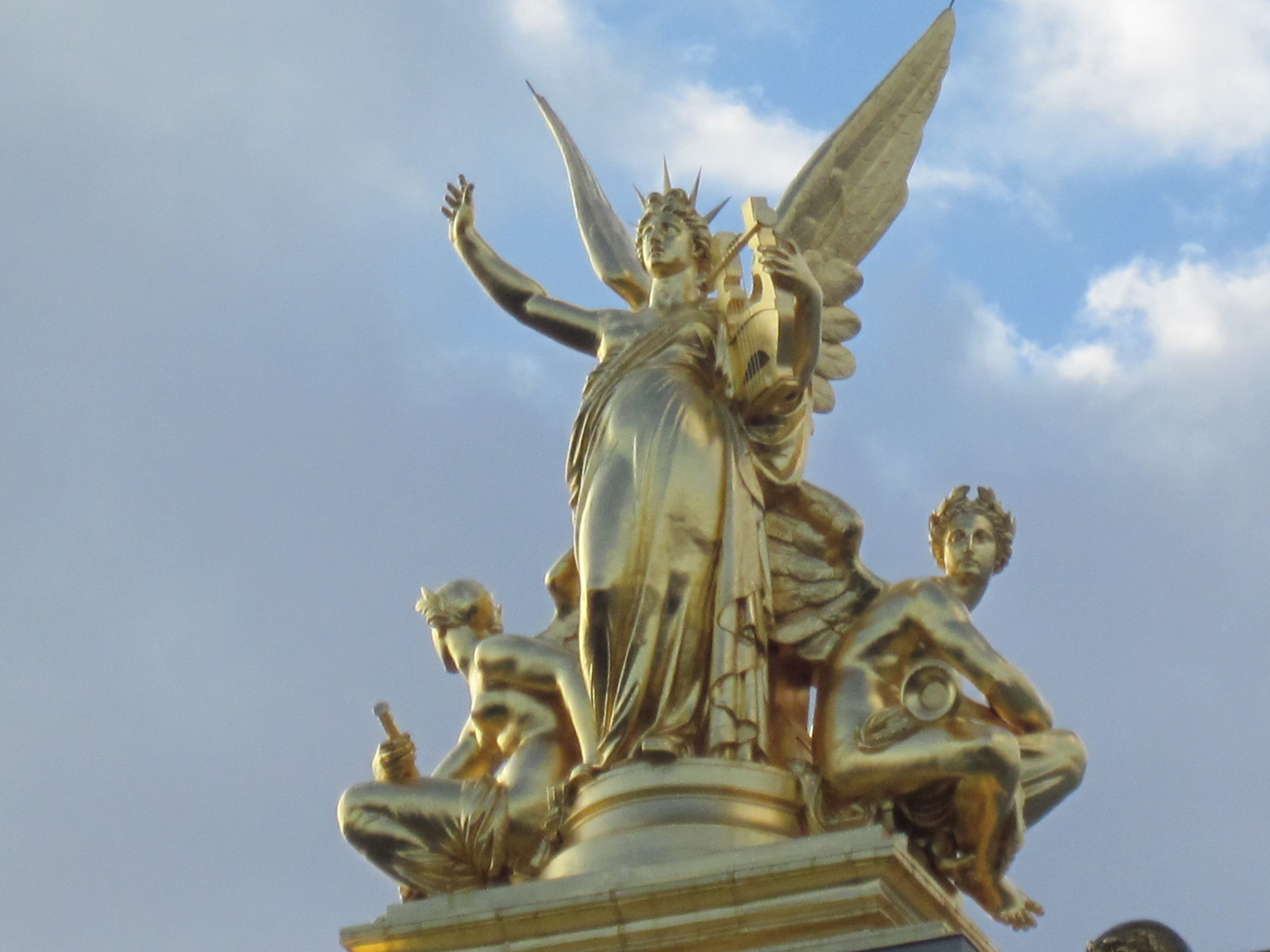
Gumery's L'Harmonie (1869), atop the left :w:avant-corps of the façade, is 7.5 metres (25 ft) of gilt copper electrotype

第一ファサードは建物の南に位置しオペラ広場 (w:Place de l'Opéra) を睥睨し、オペラ大通り沿いの視点を終わらせている。装飾の制作には40人の画家と、モザイク職人と73人の彫刻家が参加した。
2体の黄金の彫像、シャルル・ギュムリー（w:Charles Gumery）の「ハーモニー(L'Harmonie)」と「詩情(La Poésie)」は第一ファサードの左右の前方張り出し部分（w:avant-corps）の頂点に据え付けられている。この彫像は両方とも金メッキが施された電鋳法の銅像である。
2つの avant-corpsの基礎は（右から左へ）フランソワ・ジョフロワ（François Jouffroy）の「詩情（または調和）」、ジャン・バティスタ・クロード・ウジェーヌ・ギョーム（Jean-Baptiste Claude Eugène Guillaume）の「器楽」、ジャン＝バティスト・カルポー（Jean-Baptiste Carpeaux）の「舞踏」そしてジャン＝ジョゼフ・ペロー（Jean-Joseph Perraud）の「抒情劇」と4人の彫刻家による4つの彫刻群によって装飾されている。ファサードはまたギュムリー、アレクサンドル・ファルギエール（Alexandre Falguière）その他による他の作品を組み込んでいる。
多数の偉大な音楽家の金メッキの電気鋳造の青銅の胸像は劇場前のファサードの円柱の間に位置しており、左から右へとロッシーニ、オベール、ベートーヴェン、モーツァルト、スポンティーニ、マイアベーアとアレヴィである。中央ファサードの左と右の側面の「返し」には台本作家のウジェーヌ・スクリーブとフィリップ・キノーの胸像が、それぞれ置かれている。

#### 吹き抜け
劇場吹き抜けの南破風の頂点に位置する、「アポロ、詩情及び音楽」の彫刻群がエメ・ミレーの作品であり、ウジェーヌ・ルイ・ルケスヌ作の2つのブロンズのペガサスの彫刻が南破風の両端にある。

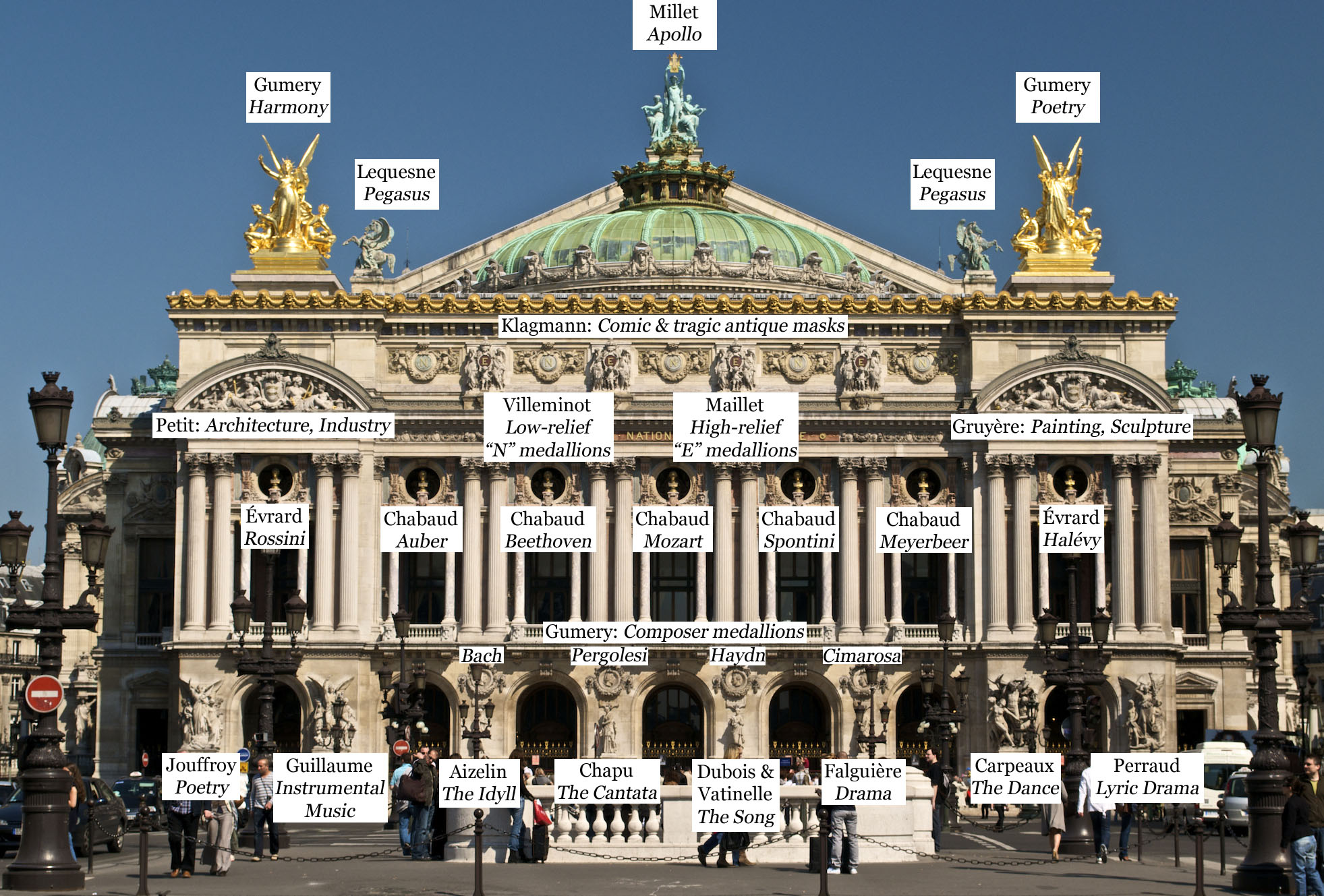
ガルニエ宮のファザードと彫刻群の説明

#### 皇帝のパヴィヨン(Pavillon de l'Empereur)
皇帝のロタンダ（Rotonde de l'Empereur）として知られている、この複数の部屋は建物西側に位置し、安全が確保されるように、そして皇帝が直接入室できるように建物へ二重の斜道で連絡されている。
皇帝が失脚すると、機能は停止された。石造の装飾は未完成のままであった。ここはいまはオペラ座図書博物館（w:Bibliothèque-Musée de l'Opéra de Paris ）になっている。ここには10万冊の書籍、1680点の定期刊行物、1万点の上演プログラム、手紙、10万点の衣装、セットの写真、スケッチと歴史的名演のの記録を含む60万点の資料が保管されている。

#### 支援者のパヴィヨン（Pavillon des Abonnés）
建物東側に位置する皇帝のパヴィヨンと対になる部屋は、劇場の支援者ら（Abonnés）が四輪馬車から建物内部へと直接入れるようにデザインされている。直径13.5mのドームによって覆われている。2対のオベリスクによって示されたロタンダの入り口の前に左右（北と南）にある。

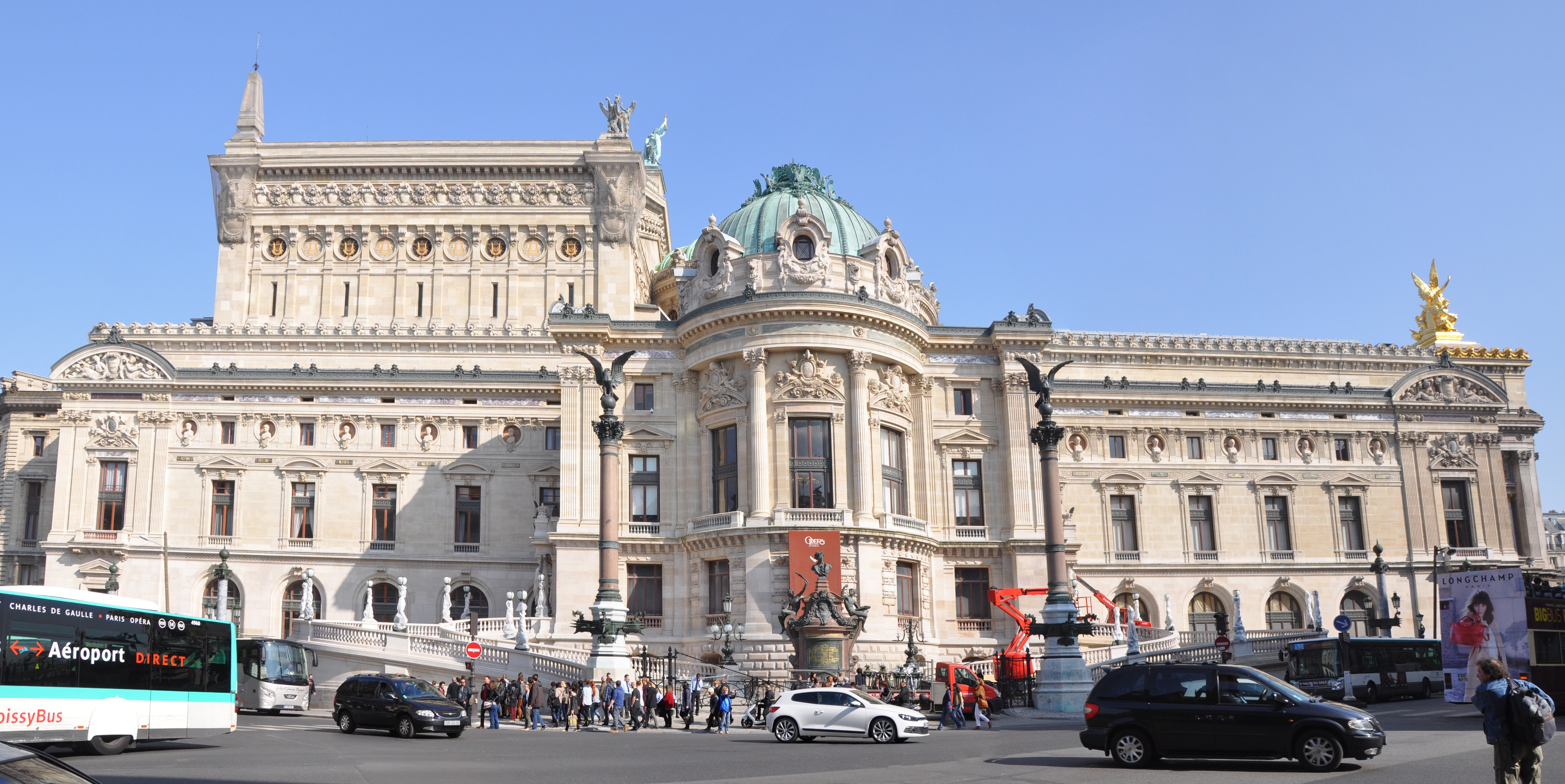
西のファザードと「皇帝のロタンダ」
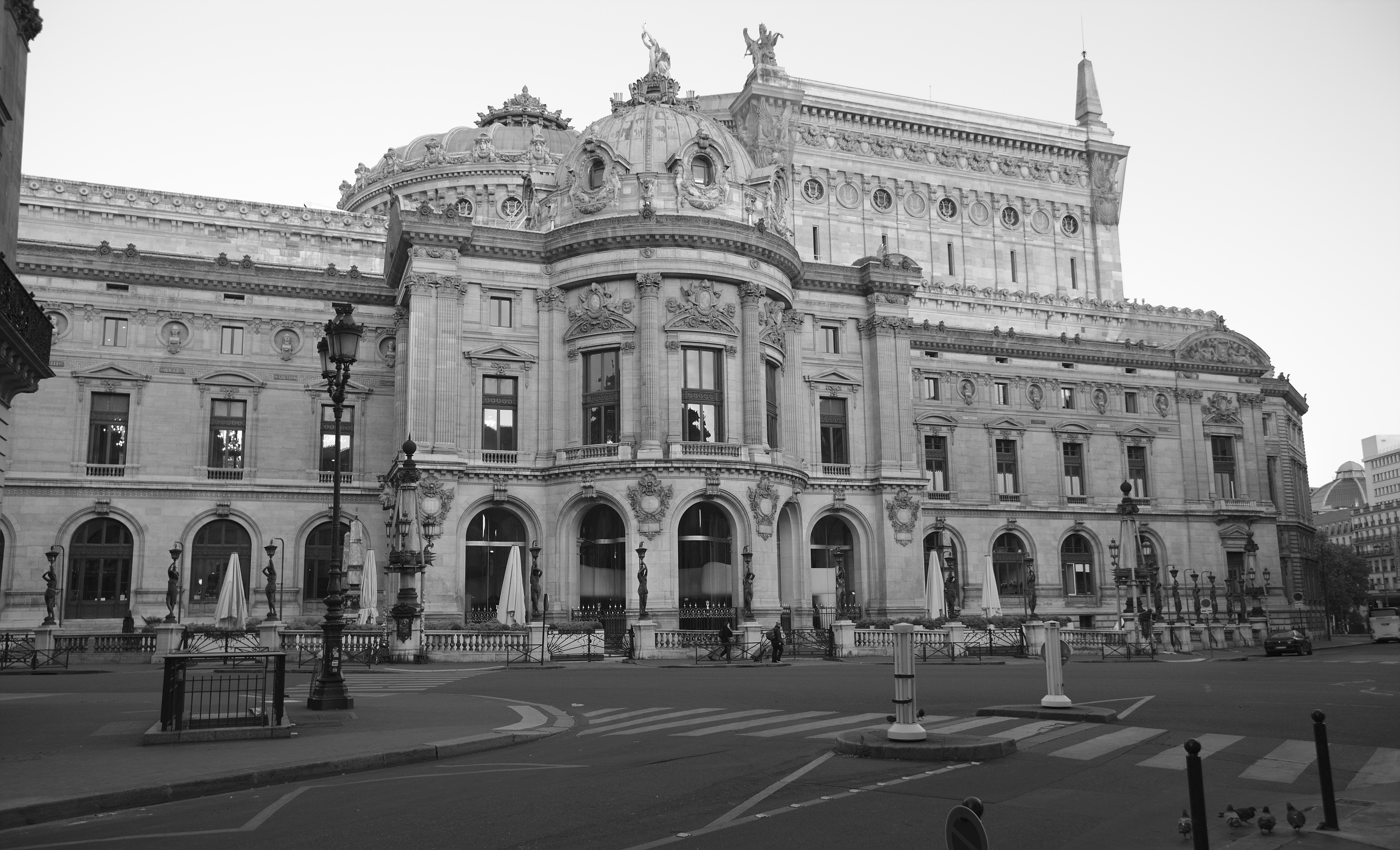
東のファザードと「後援者らのパヴィヨン」

### 内装

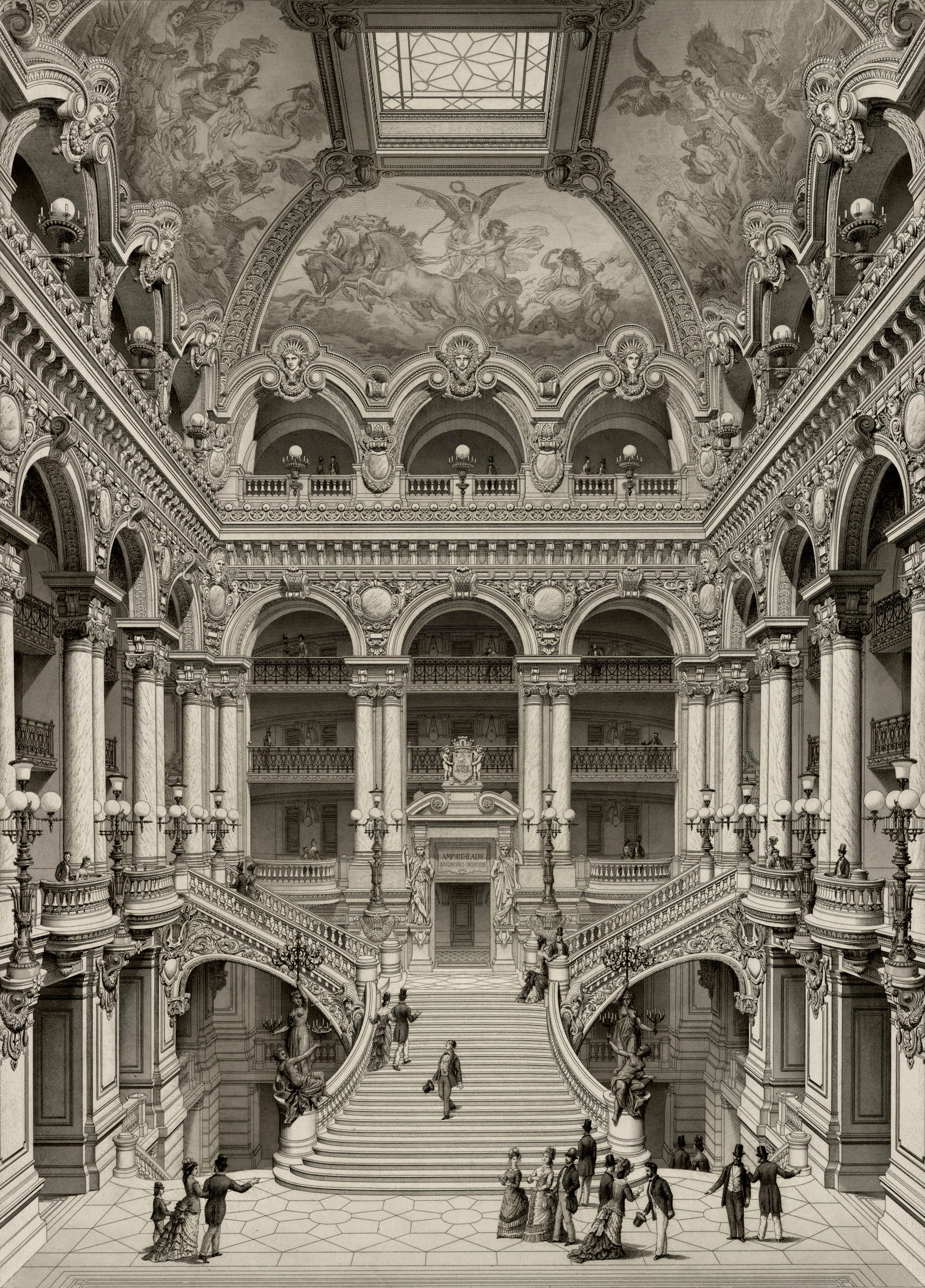
大階段、1880年

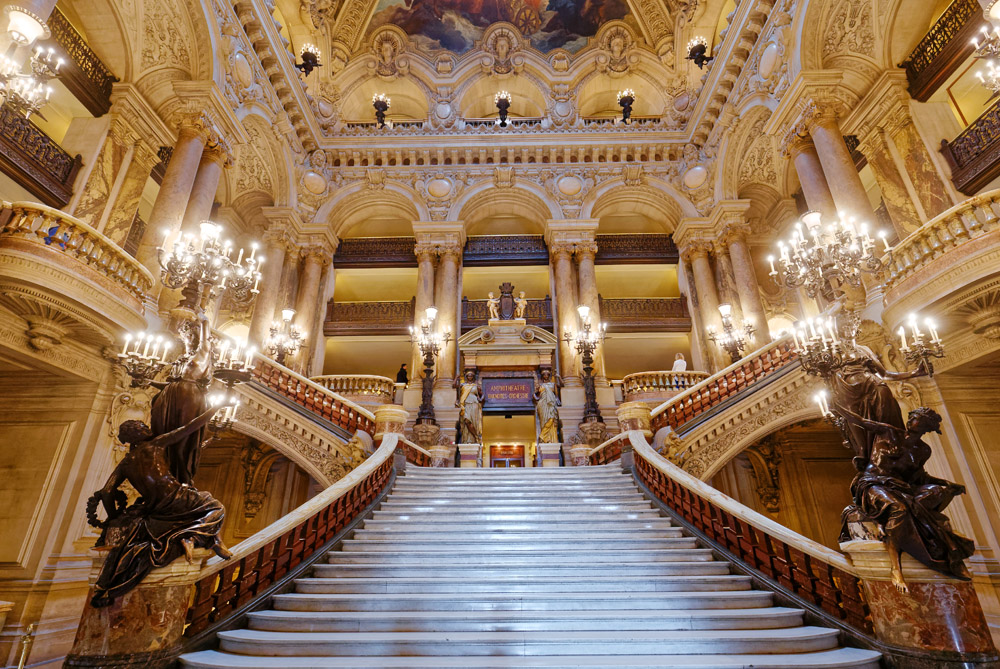
大階段

内装は、多数の人々の動きを受け入れることができる複合された廊下、階段吹き抜けと幕間に人々が社交の場とする空間から構成される。ヴェルヴェットと黄金の葉、智天使とニンフが豊富に使われ、内装はバロックの壮麗さで特徴づけられていた。

#### 大階段
建物は赤と緑の大理石の欄干のある白大理石の大きな儀礼上の階段によって特徴づけられ、この階段一階から上階に向かって踊り場を経由して大休憩室へと導く2つの階段に末広がりに分かれる。この階段のデザインはヴィクトル・ルイ（w:Victor Louis）のボルドー劇場（w:Théâtre de Bordeaux）の階段に着想を得たものである。階段の柱脚はアルベール＝エルネスト・カリエ＝ベルーズ（Albert-Ernest Carrier-Belleuse）による女性の姿をかたどった燭台によって装飾されていた。階段の上の天井はイジドール・ピルス（Isidore Pils）によって「アポロの勝利」「その魅力を展開する音楽の魔法」「オリンポスの神々に見られる無慈悲と戦うミネルバ」「新しい歌劇場の計画を受け取るパリの街」が描かれていた。これら絵画は劇場のオープン2か月前に初めて取り付けられたとき、ガルニエ宮においては空間に対して暗すぎたことが明らかになった。61歳にして病を得たピルスは、2人の弟子の助けを借りて天井にあるキャンヴァスに再製作しなければならなくなった。彼の弟子はオープン前に作品を完成させ、足場は撤去された。

#### 大休憩室
このホールは高さが18m、長さが154m、幅が13mで、パリ社交界の応接間として機能するようデザインされた。それは2004年に修復された。その天井にはポール・ジャック・エメ・ボウドリー（Paul-Jacques-Aimé Baudry）によって天井画が書かれている。天井画の題材には音楽の歴史の様々な場面が取り上げられている。休憩室は外のロッジアに向かって開いており、それぞれの端は「月のサロン（Salon de la Lune）」と「太陽のサロン（Salon du Soleil）」になっている。現在でもオペラ座主催の晩餐会が開かれ大統領などが出席する。

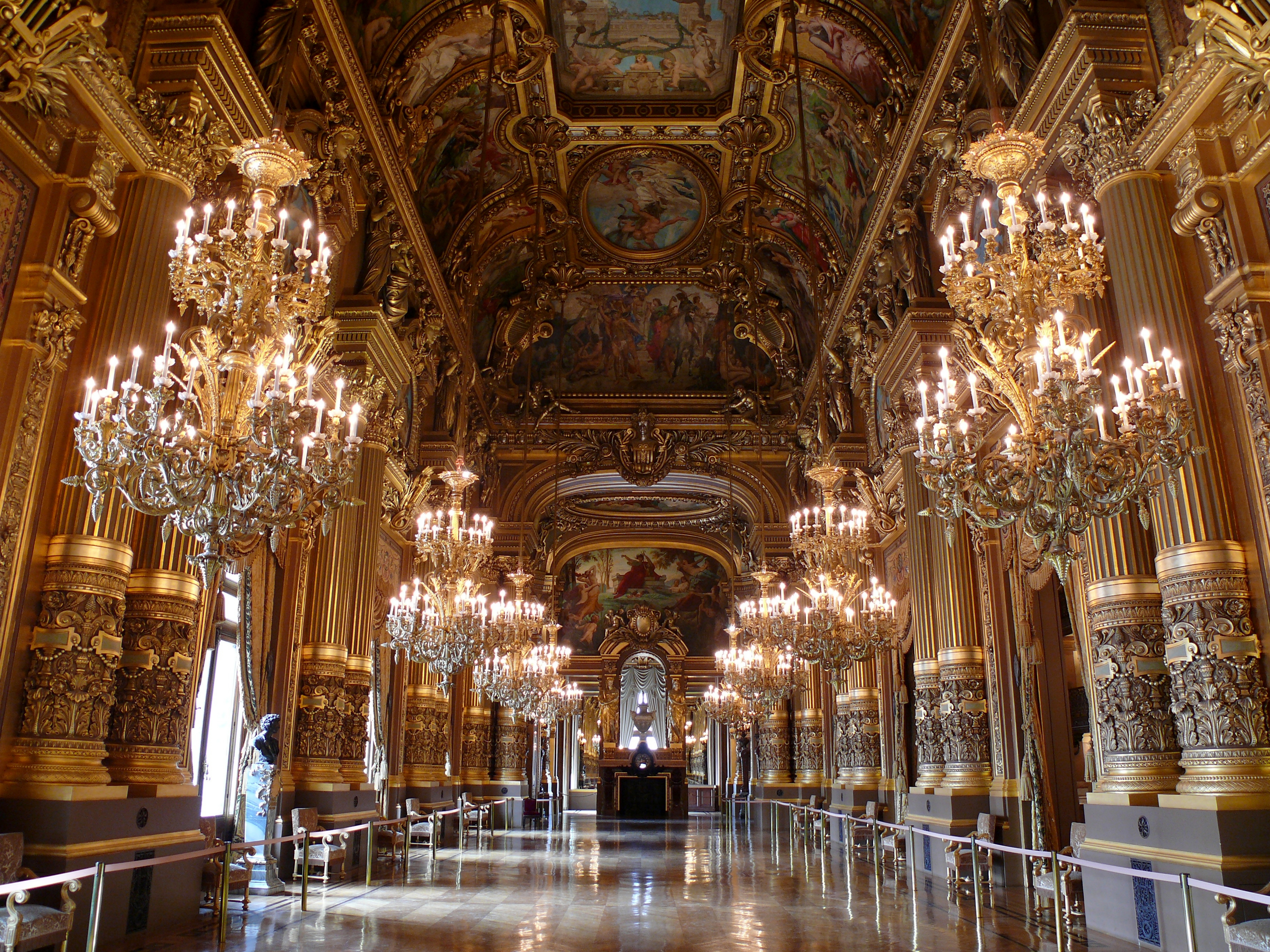
大休憩室
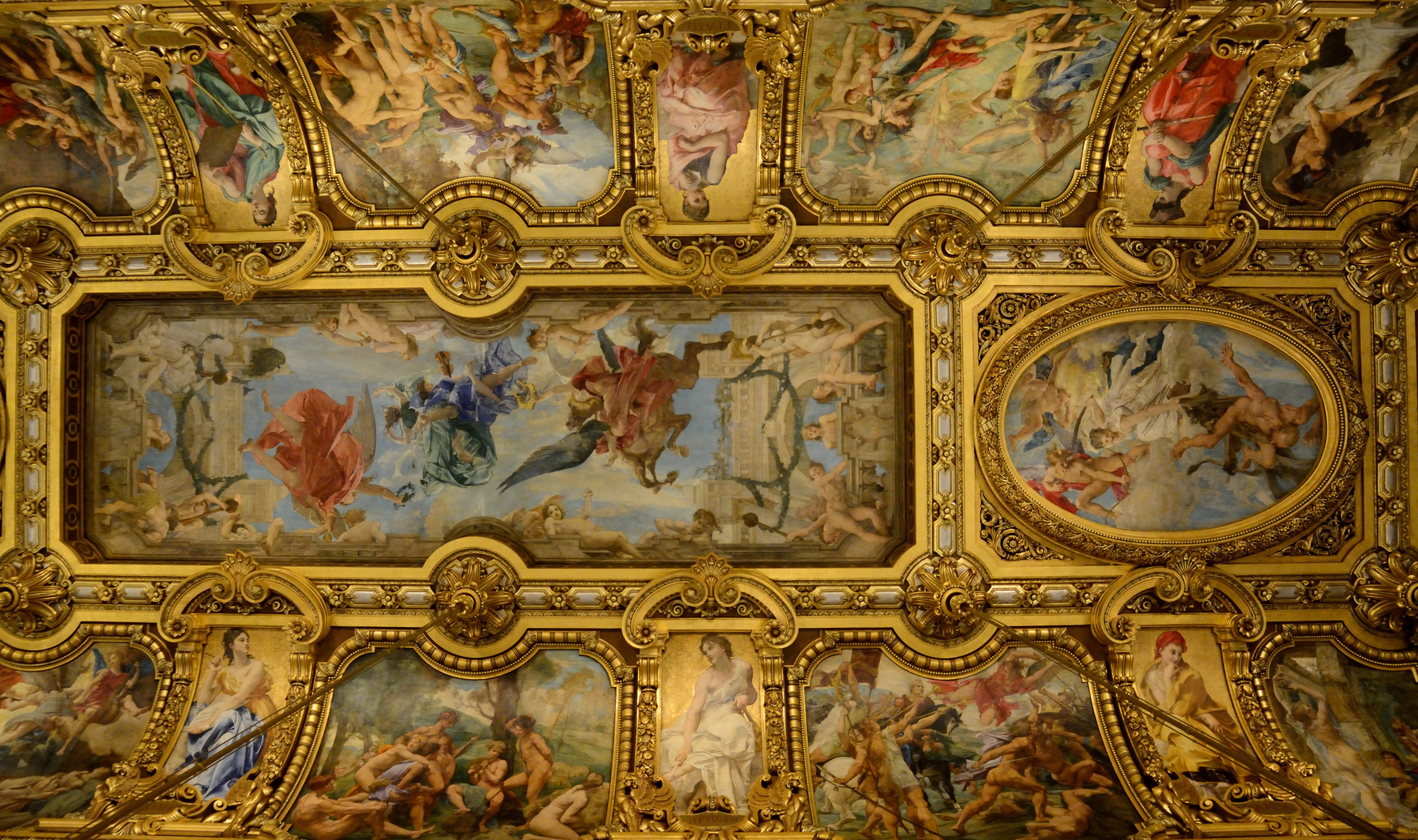
ポール・ボードリーの天井画（部分）。中央の長方形は「音楽」西の端の楕円には「喜劇」が描かれている。

#### 観客席
観客席は伝統的なイタリアの馬蹄型であり、1979の座席を有する。舞台はヨーロッパ最大であり450人程度を受け入れることができる。緞帳は表面にタッセルと組みひもなどが絡み、めくれ上がり、しわがよったカーテンの絵が直接描き込ままれた。

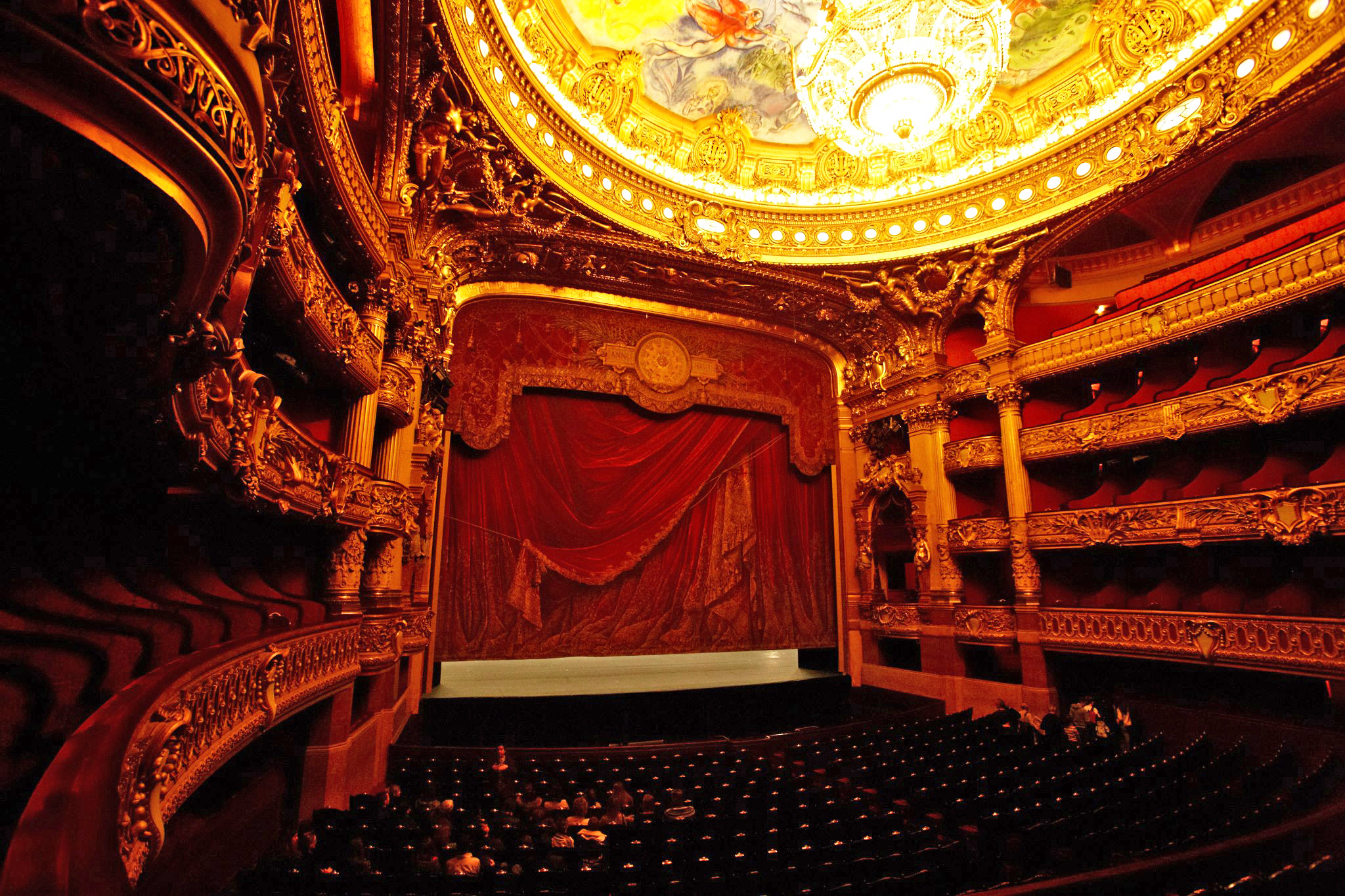
観客席
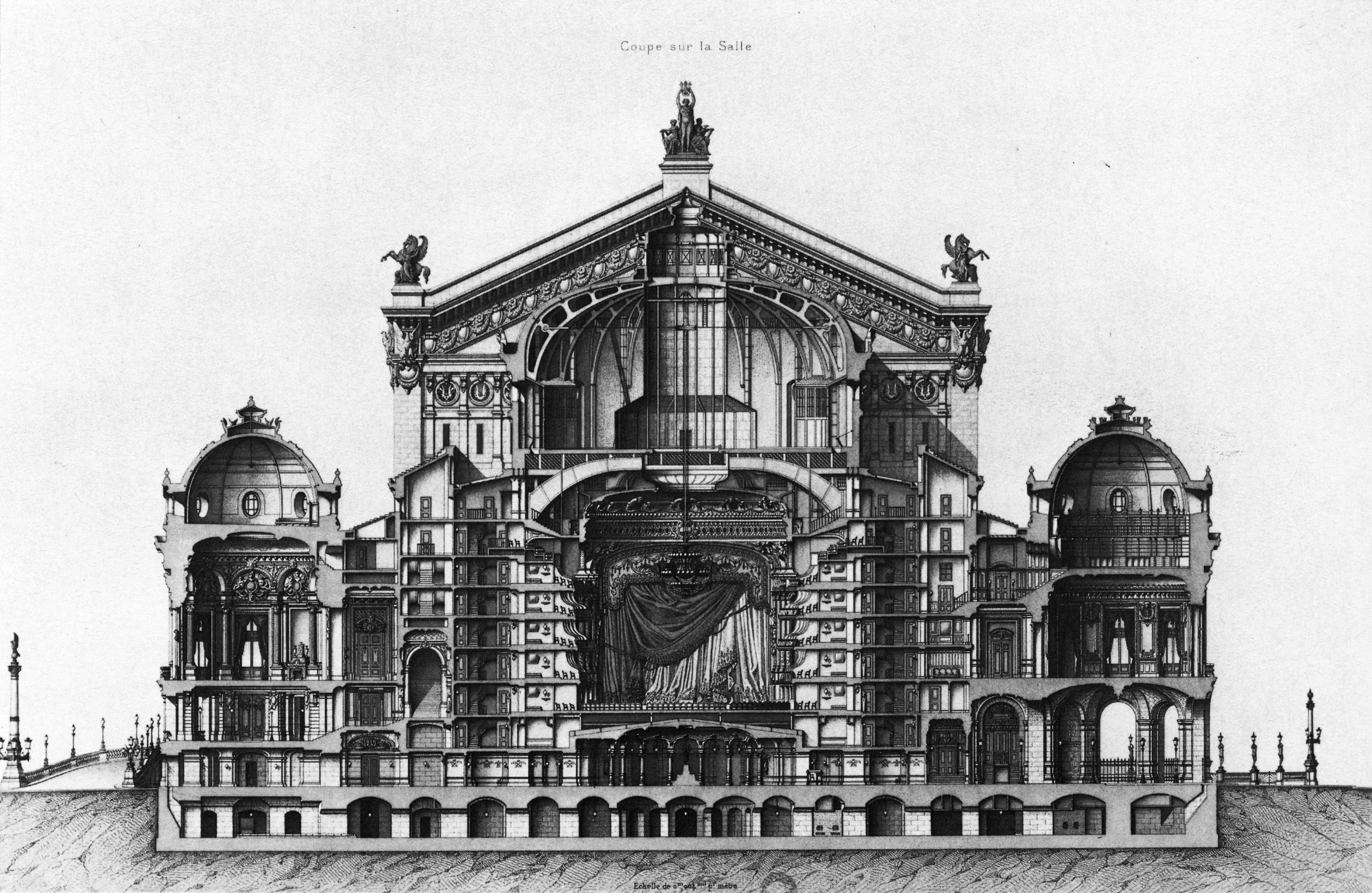
観客席とパヴィヨンの断面図

シャンデリアで囲まれた天井部分はもともとジュール＝ウジェーヌ・ルヌヴーによる天井画があった。1964年に新しい天井画がマルク・シャガールによって描かれ、オリジナルの向こうにある撤去できないフレームに取り付けられた。この天井画は14人の音楽家のオペラの場面を描いている。ムソルグスキー、モーツァルト、ワーグナー、ベルリオーズ、ラモー、ドビュッシー、ラヴェル、ストラヴィンスキー、チャイコフスキー、アドルフ・アダム、ビゼー、ヴェルディ、ベートーヴェン、グルックである。称賛する者がいたにもかかわらず「ガルニエの繊細に組み合わさった内装の失敗の記録」と感じる者もいた。

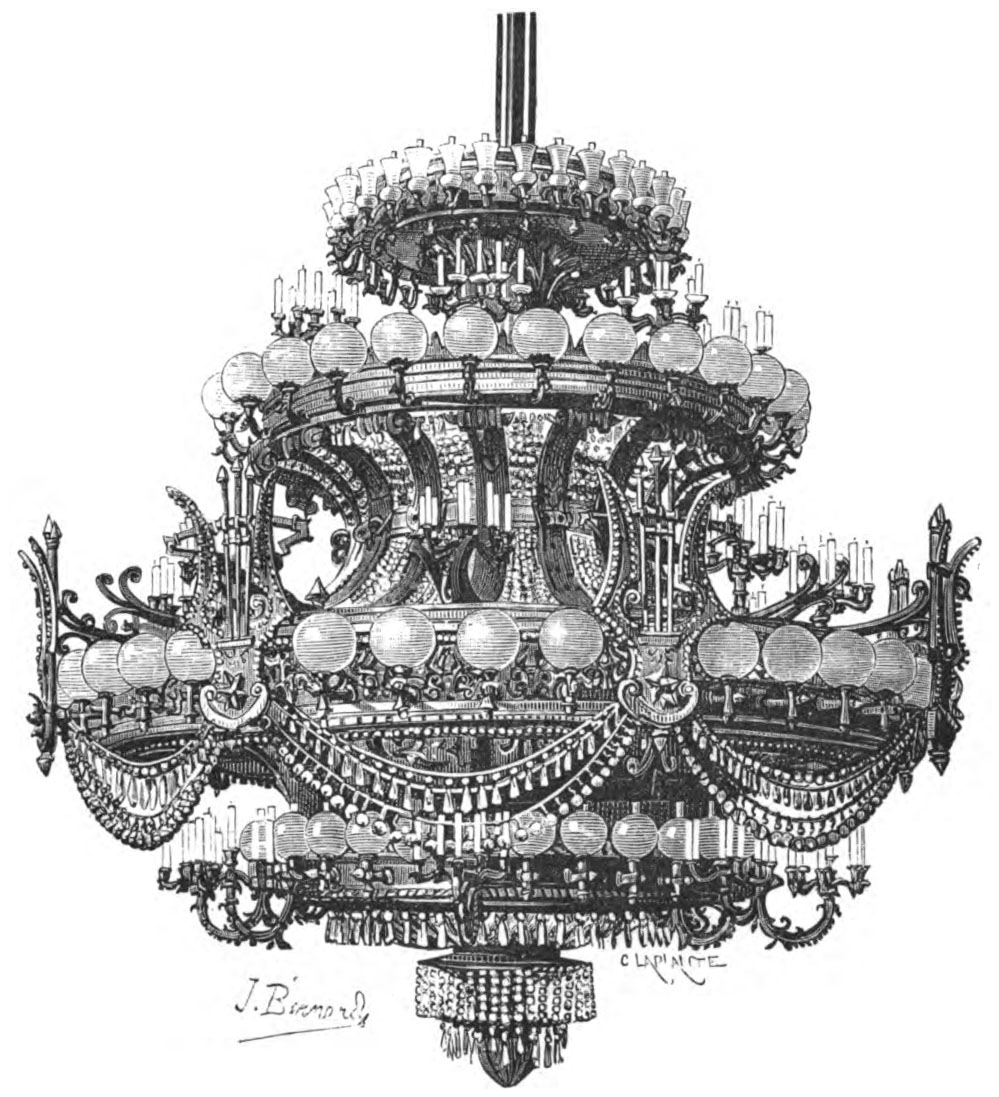
観客席のシャンデリア

#### シャンデリア
ガルニエによって重さ7トンのブロンズとクリスタルのシャンデリアがデザインされた。ジュール・コルボ（Jules Corboz）が模型を用意し、それは「ラカリエール、ドゥラトゥール＆シ（Lacarière, Delatour & Cie）」によって製作された。費用は総額3万ゴールドフランであった。中央のシャンデリアの使用は物議をかもした。舞台の様子と天井画を遮るという理由で第5ボックス席のパトロンによって批判された。ガルニエはこれら不利益を予想していた。しかし1871年の著書『劇場論（Le Théâtre）』で強い反論を用意していた。「ほかに何がこのような楽しい生活とともに劇場を満たすことができようか？ほかに誰が、私が枠組みのパターンに有している様々な形態を提供できるだろうか?これら光の点の列、これら輝かしい点によってまだらになった自然の色調、そしてこれら水晶のような高貴な光のほかに？」。
1896年、シャンデリアの一つが釣り合いを取っていた重りの破壊によって天井から客席へと落下し、観客に死者が出た。この事故はよりガストン・ルルーが1910年のゴシック小説の『オペラ座の怪人』の有名な場面の一つの着想となった。
もとはシャンデリアは洗浄のために天井を通って観客席向こうのクーポラへと引き上げられていた。しかしその時は降ろされていた。クーポラの空間は1960年代にはオペラのリハーサルに使用されていたし、1980年代にはのダンスのリハーサルのフロアへと改修されていた。下の階は「ヌレエフの間（Salle Nureïev （Nureyev））」と「バランシンの間（Salle Balanchine）」からなり、上のフロアは「プティパの間（Salle Petipa）」によって構成されていた。

##### オルガン

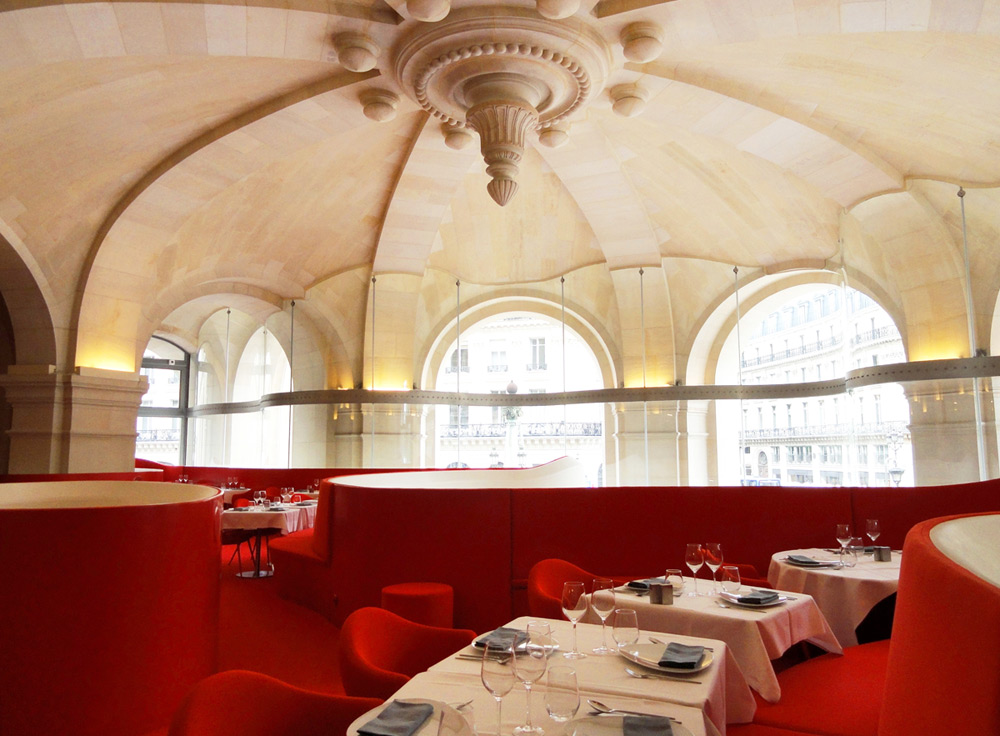
w:L'Opéra Restaurant opened in 2011

グランド・オルガンがアリスティド・カヴァイエ＝コルによって製作された。抒情的な作品に使用するためにである。このオルガンは数十年間使用されていない。

#### レストラン
ガルニエ宮は独自に劇場にレストランを導入している。予算的な理由で、レストランは独自の設計で完結されていない。
1875年以来3度目のレストランの導入が試みられた際、2011年に東側にオープンした。「オペラ座レストラン（w:L'Opéra Restaurant）」はフランスの建築w:Odile Decqによってデザインされた。シェフは クリストフ・アリベールであった。2015年10月、w:Guillame Tison-Malthéが新しいシェフ長になった。レストランは3つの異なる空間と大きな戸外にテラスを有する。一般の利用も可能である。

## 歴史

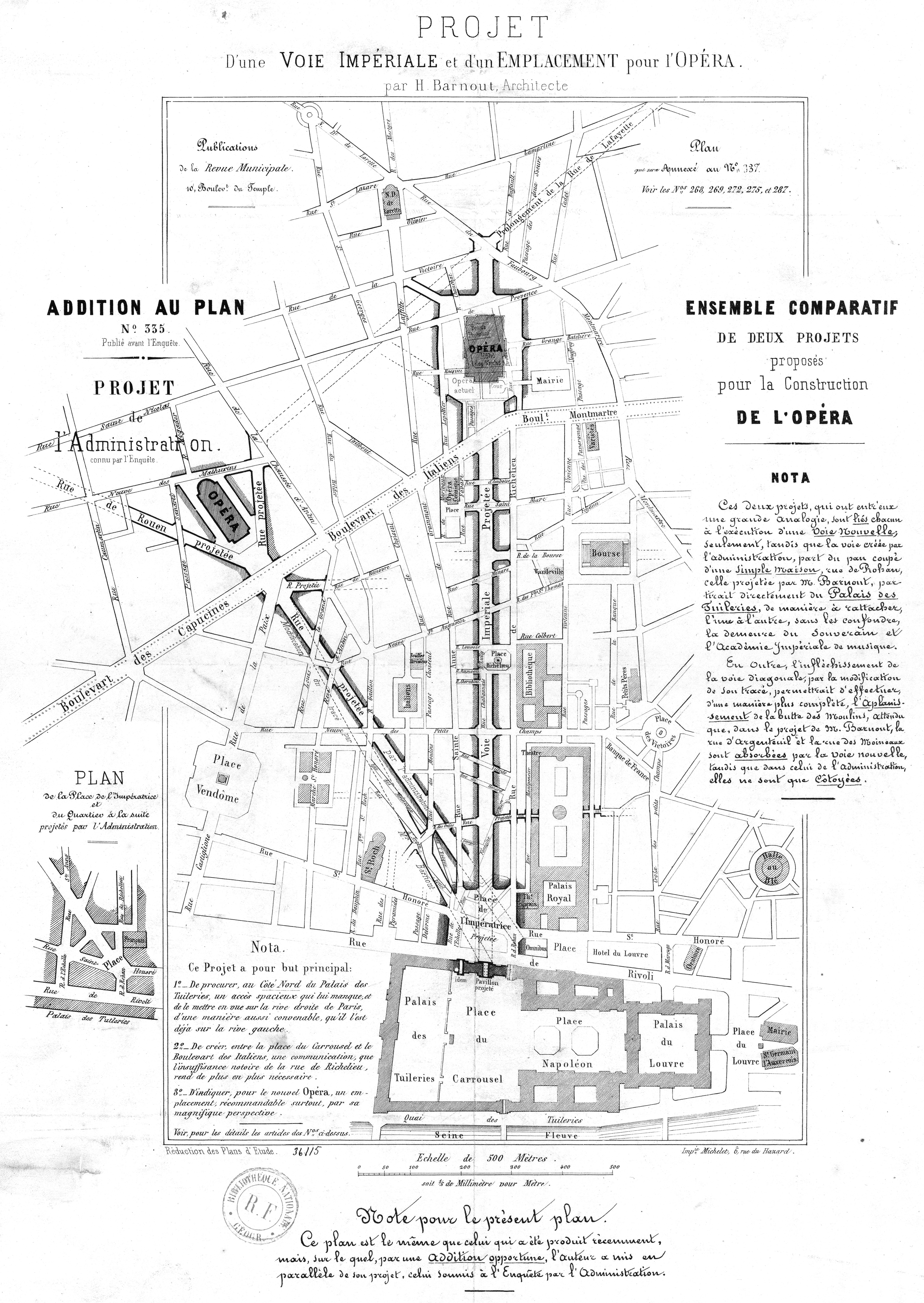
新オペラ座のための2つの用地（1856年）、ルーヴル宮から幅の広い通り（のちのオペラ座大通り）で劇場までを結んでいる。

### 建設地選定
1821年パリオペラ座は「サル・ド・ペルティエ （w:Salle Le Peletier）」と知られる「リュ・ル・ペルティエ（w:Rue Le Peletier）」の仮設の建物に移転した。それから、新しい恒久的な建物が求められてきた。1846年に、オペラ座の公式建築家に任命されていた、シャルル・ロール・ド・フルーリー（w:Charles Rohault de Fleury）は、適切な用地とデザインに関する様々な研究に着手した。1847年までにセーヌ県知事、クロード・フィルベール・ド・ランビュトー（w:Claude-Philibert de Rambuteau）が リュ・ド・リヴォリ（Rue de Rivoli）の拡張した部分としてパレ・ロワイヤル広場の東側の用地を選定した。しかし、1848年のフランス革命とともに、ランビュトーは失脚し、新オペラ座の建設の関心は減退した。用地はのちに大ルーヴル館（w:Grand Hôtel du Louvre、シャルル・ロール・ドフルーリー設計）に使用された。
1852年に第2帝政が樹立と1853年のジョルジュ・オスマンのセーヌ県知事の任命にともない、新オペラ座への関心が再燃した。1858年1月14日にサル・ル・パルティエの入り口でナポレオン3世の暗殺未遂事件が起きた。サル・ル・パルティエの建設された通りは分離と国家元首のために一層安全な入り口の必要性とアクセスしていた。この懸念と不十分な公共施設と劇場が仮設という性質は新しい国立オペラの建物への付加的な緊急性を与えた。3月までに、オスマンはフルーリーが提案したブルヴァール・デ・キャピュサン（Boulevard des Capucines）の向こうの用地に決定した。しかしこの決定は1860年まで発表されなかった。新しい建物はこの地域の通りの厄介な収束を解決し、用地は地代に関しては経済的であった。
1860年9月29日、公に新オペラ座のための用地のための勅令が 出された。この勅令では12,000平方メートル (1.2 ha)の土地を接収することになっていた。1860年11月までにロールト・ド・フルーリーはこの彼のキャリアの頂点の作品にして、市からの報酬が支払われる、周りとの調和を確かなものとする、新しい広場の裏手の建物のファザードのデザインの仕事を完了させた。だが、同じ月にアレクサンドル・ヴァレフスキ伯爵によってアシル・フルド（w:Achille Fould）に国務大臣が交代した。ヴァレフスキの妻のマリ・アンヌ・ド・リッシ・ポニャトフスカヤ （Marie Anne de Ricci Poniatowska）はナポレオン3世の公妾の地位を夫による国務大臣の任命を認めさせるために使用した 。デザインのコンペがないまま、ウジェニー皇后の庇護があるウジェーヌ・エマニュエル・ヴィオレ・ル・デュクに報酬を支払うようにとの圧力のもとで、ヴァレフスキは建築案を選定する建築デザインコンペを決定をする必要性を放棄した

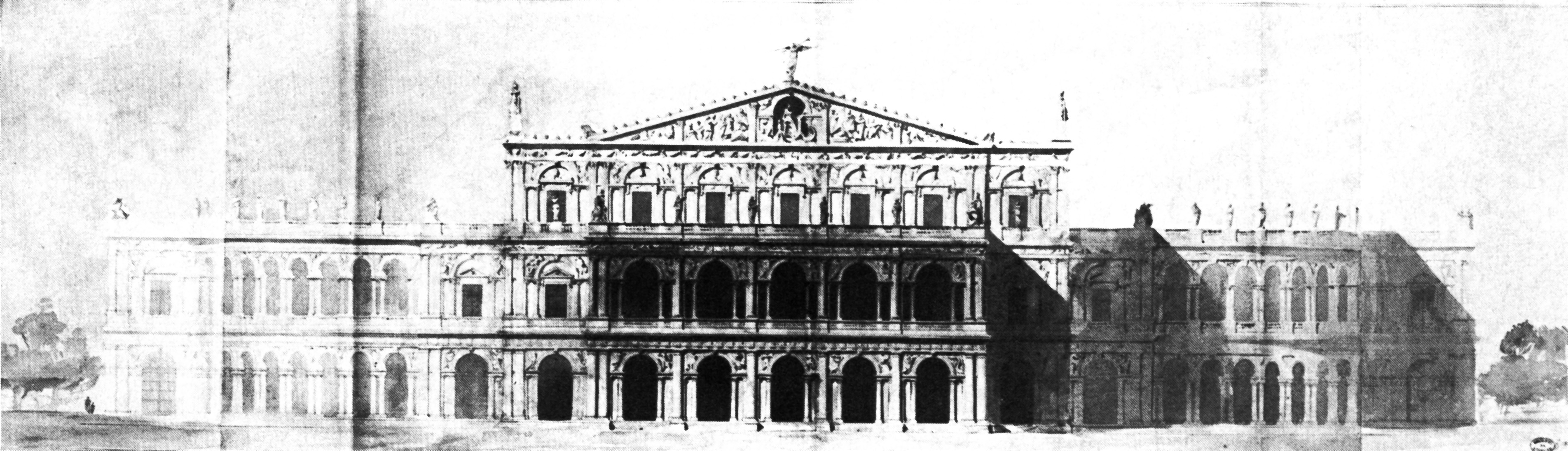
帝立オペラ座のための玄関部分建設計画図（Rohault de Fleury, November 1860）
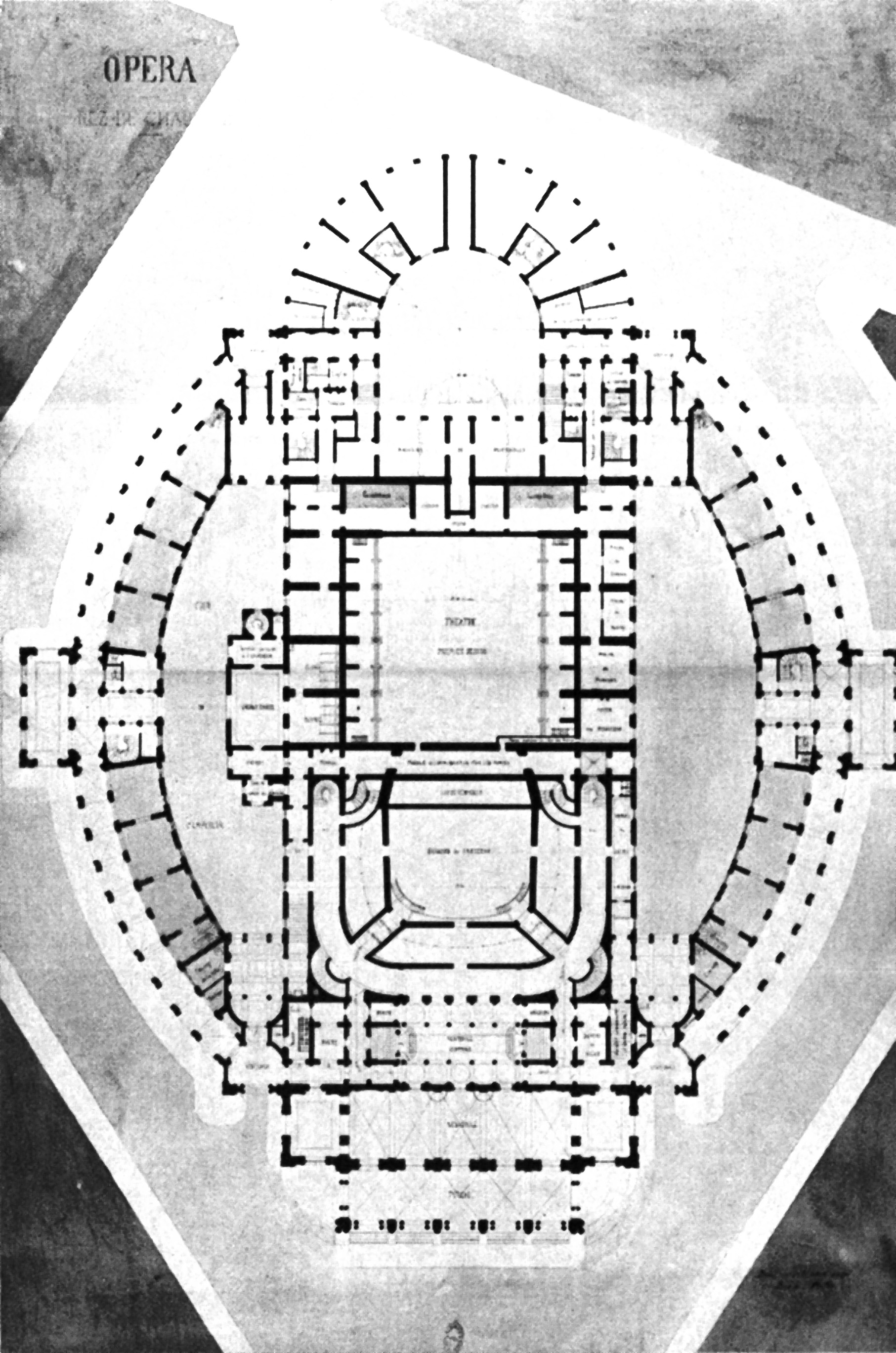
計画

### デザインコンペ
1860年12月30日、ナポレオン3世はは公に新オペラ座のために建築デザインコンペをすることを発表した。応募期間は1か月。2段階の選考が行われる。シャルル・ガルニエの計画はおよそ第一選考にかけられた170の提出案の一つであった。
応募作のどれもがデザインを要約するモットーの提出を求められた。ガルニエのものは「多くを欲し、少しを望む（"Bramo assai, poco spero"）」というイタリアの詩人トルクァート・タッソの作品の一節であった。
ガルニエの計画は15か所の賞を受賞しており、彼は第2選考では7人の最終候補者になった。
ガルニエには加えて、ほかの間では彼の友人、レオン・ジナン（Leon Ginain）、アルフォンス・ニコラ・クレピネ（Alphonse-Nicolas Crépinet）とジョゼフ・ルイ・デュク（Joseph-Louis Duc） (彼は他の仕事のせいで辞退した)がいた。多くの人が驚いたことに、ヴィオレ・ル・デュクとシャルル・ロール・ド・フルーリーの両方ともが選外になった。

#### ヴィオレ・ル・デュクの選外となった計画（1861年）

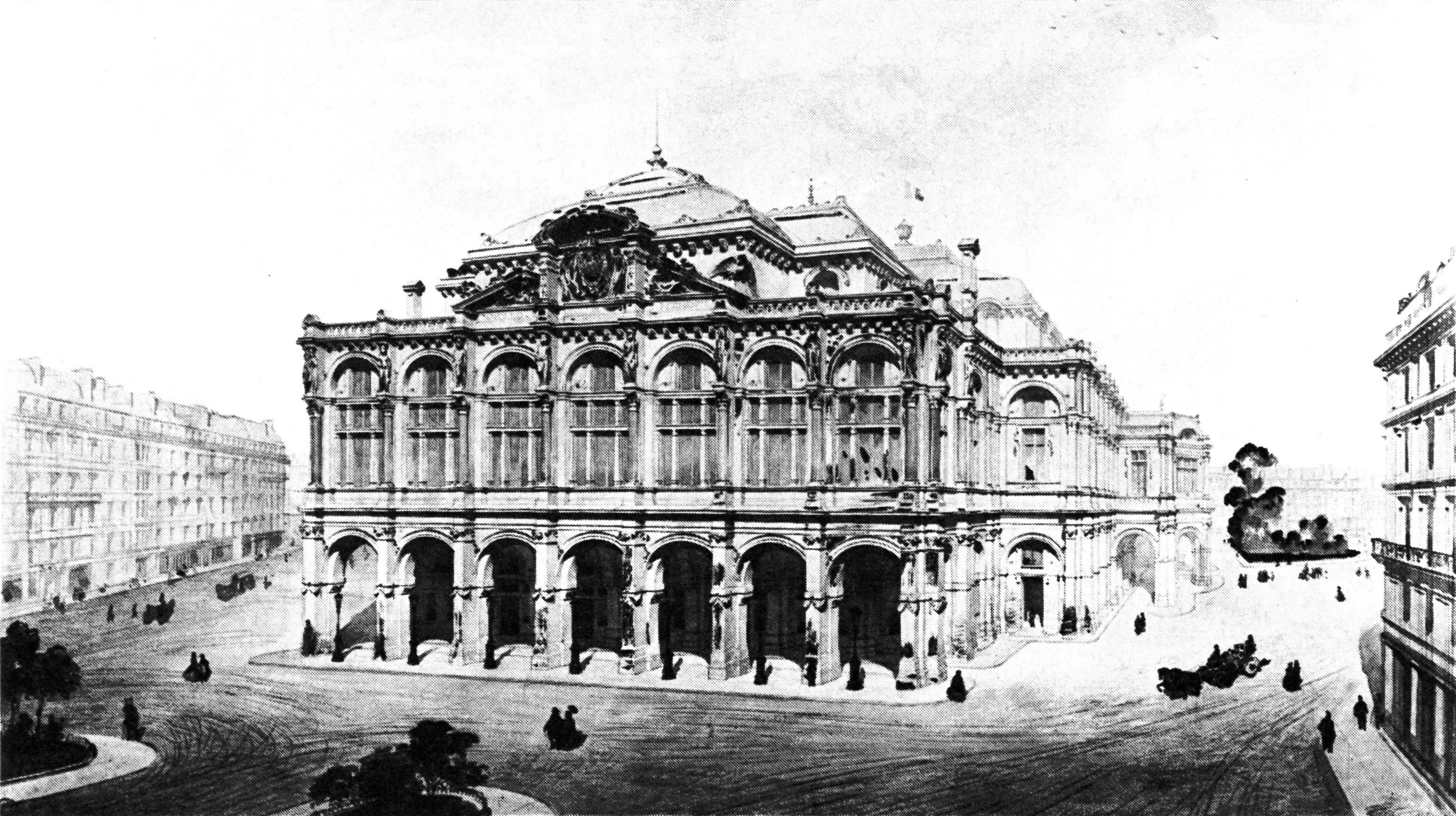
パースペクティブ
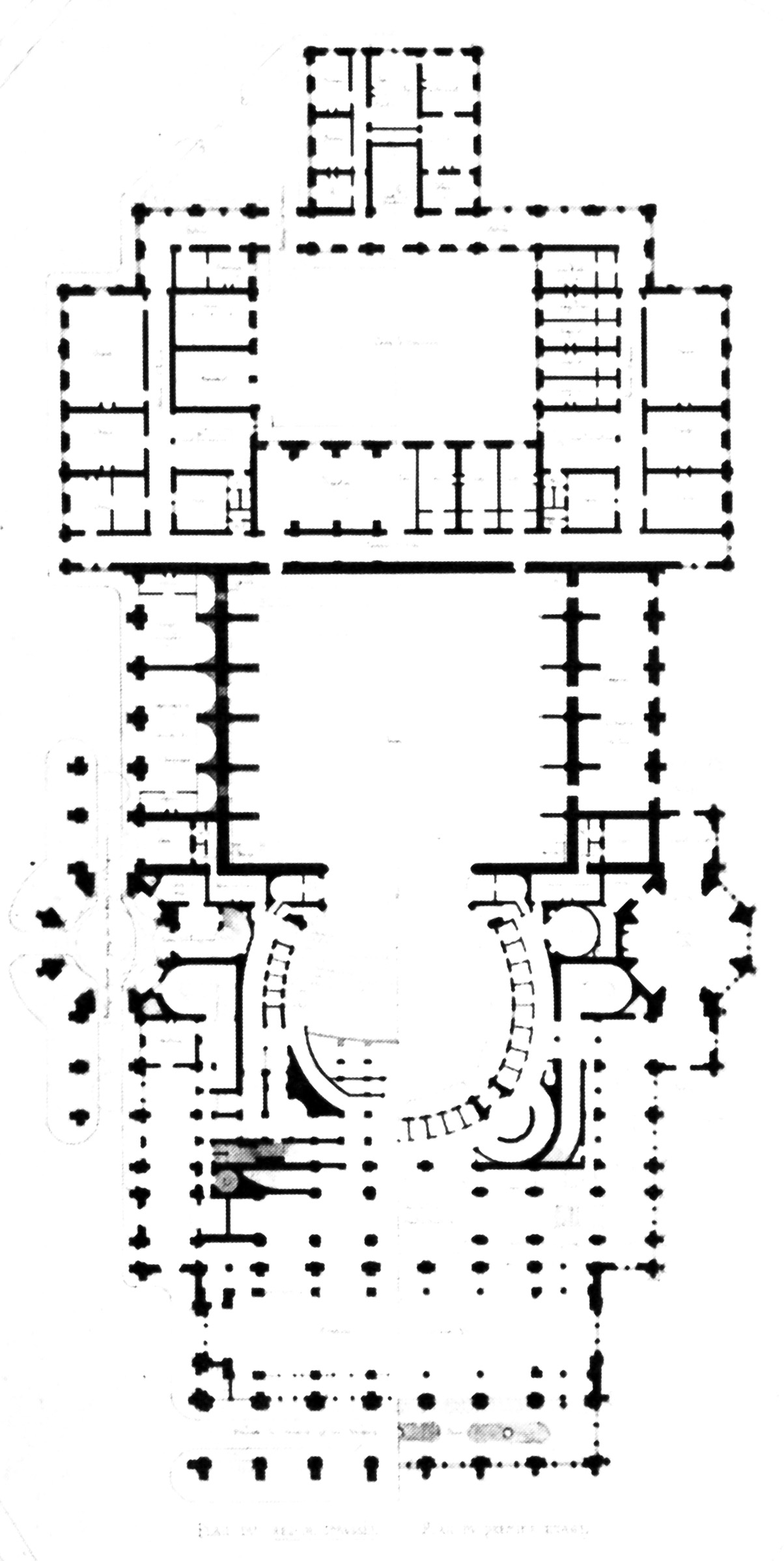
計画
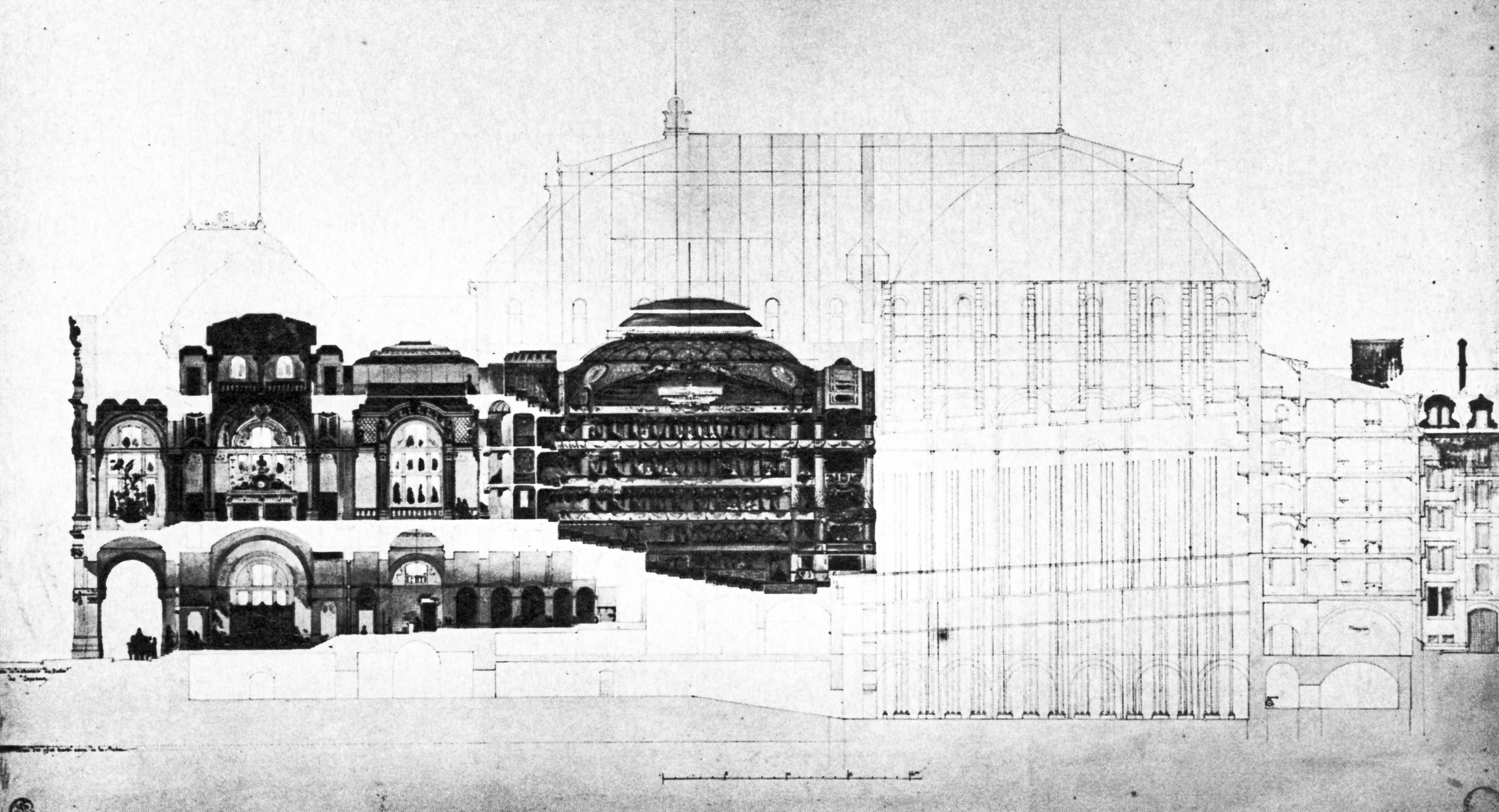
横からの図

第2選考ではオリジナルの計画の速やかな修正と一層の厳格さが求められ、4月18日にただちに渡される、オペラ座の監督アルフォンス・ロワイエ（w:Alphonse Royer）によって書かれた58頁のプログラムがあった。
新しい提出物は1861年5月半ばに審査員に送られ、5月29日にはガルニエの計画は、「その、計画の美の配置における、たぐいまれにして傑出した質とファザードとセクションの記念碑的かつ特徴的な様相（アスペクト）」によってえらばれた。
ガルニエの妻ルイーズはのちに以下のように書いている、フランスの建築家で審査員のアルフォンス・ド・ギゾール（w:Alphonse de Gisors）はつぎのように論評した。「ガルニエの計画は簡潔さ、明瞭さ、論理的さ、壮大さにおいて顕著であり、外観の性格のおかげで、3つの異なる部分、休憩所、観客席、舞台における計画とも区別されている…あなたは、第一選考から大幅に計画を改善した。一方で第1選考で1位となったジナン（Ginain）は自身の計画を台無しにした」。
言い伝えでは、ナポレオン3世の皇后のウジェニーが、お気に入りのヴィオレ・ル・デュクが選外になりいらいらするようになり、相対的に無名のガルニエに尋ねた「これは何？何様式よ？ルイ14世様式でもなければルイ15世様式でもなくルイ16世様式でもない！」と。するとガルニエは「なぜですか皇后陛下、これはあなたの夫君のナポレオン3世様式ですよ」と返答し「陛下は文句をおっしゃている」と。
アンドリュー・アイア―（Andrew Ayers）はガルニエの定義をいかのように書いている。
「議論の余地もなく、多くの人がそうだと言い残しているようにガルニエ宮は第2帝政という時代に作られたものの象徴のように見える。規範的な論理性よりも、日進月歩の技術の目もくらむ混交、あふれんばかりの電気と驚嘆すべき華やかさ、ガルニエのオペラ座にはその時代の散開した傾向と政治的社会的野心が凝縮されている」。彼はコンペの判定がガルニエのデザインを特に称えて「彼の計画の明瞭さ、それはボザール建築の（beaux-arts）のデザインのメソッドの輝かしき例でそこには彼とそれらは徹底的に熟達している」。

### オペラ座事務所(Opéra Agence)

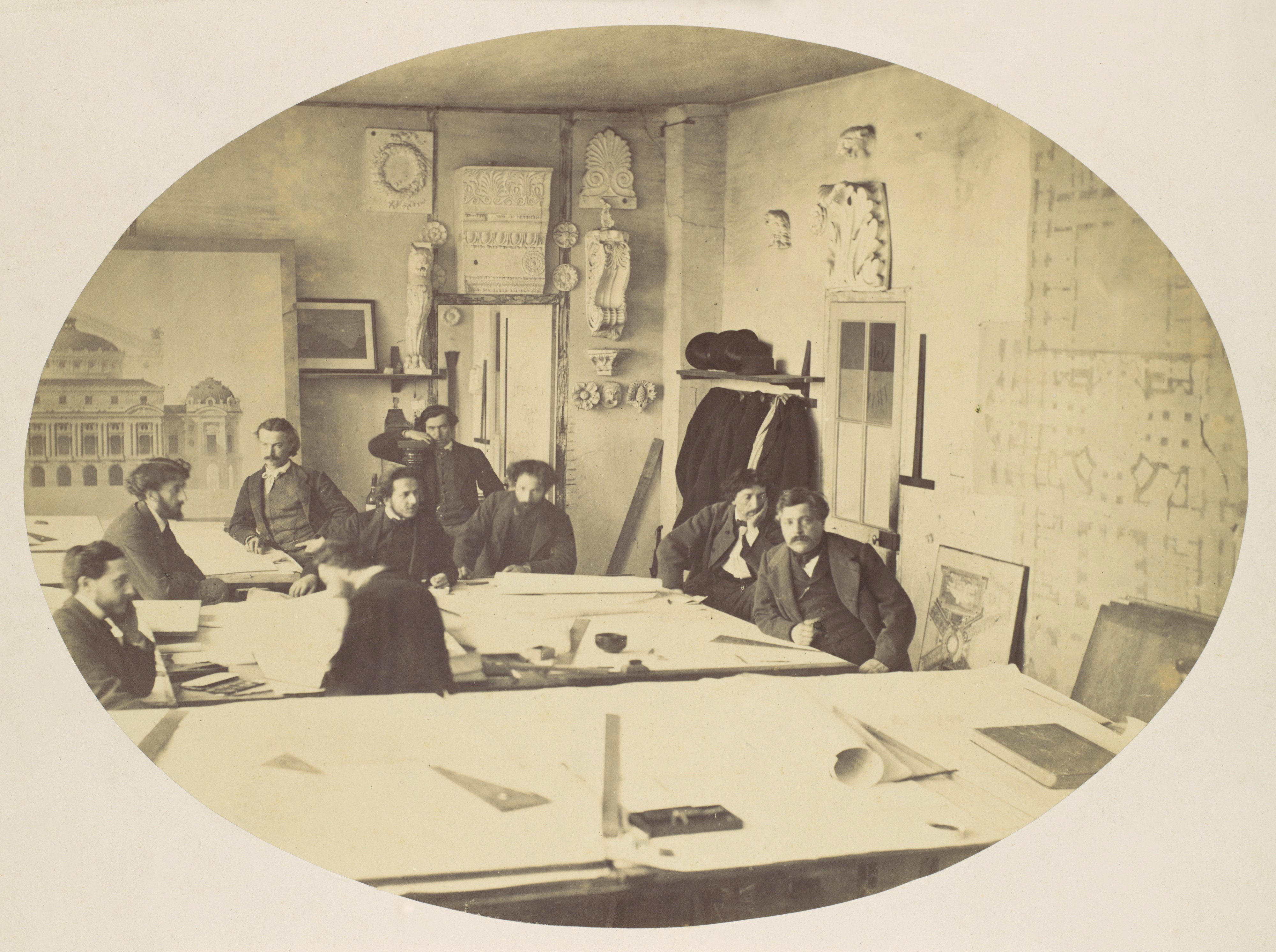
The Opéra Agence drafting room: Garnier is second from the right, with Edmond Le Deschault on the far right, and Victor Louvet, second from the left

1861年7月2日建設開始のための最初の資金が投じられたのち、ガルニエはオペラ座事務所（Opéra Agence）を建設用地内の彼の事務所に設立した。そして建築家の集団を雇用した。彼は、自分の次席にジャン・ジュルダン（Jean Jourdain）とエドモン・ル・デショー（Edmond Le Deschault）にフォローされたルイ＝ヴィクトル・ルヴェ（Louis-Victor Louvet）を選んだ。

### 地ならし

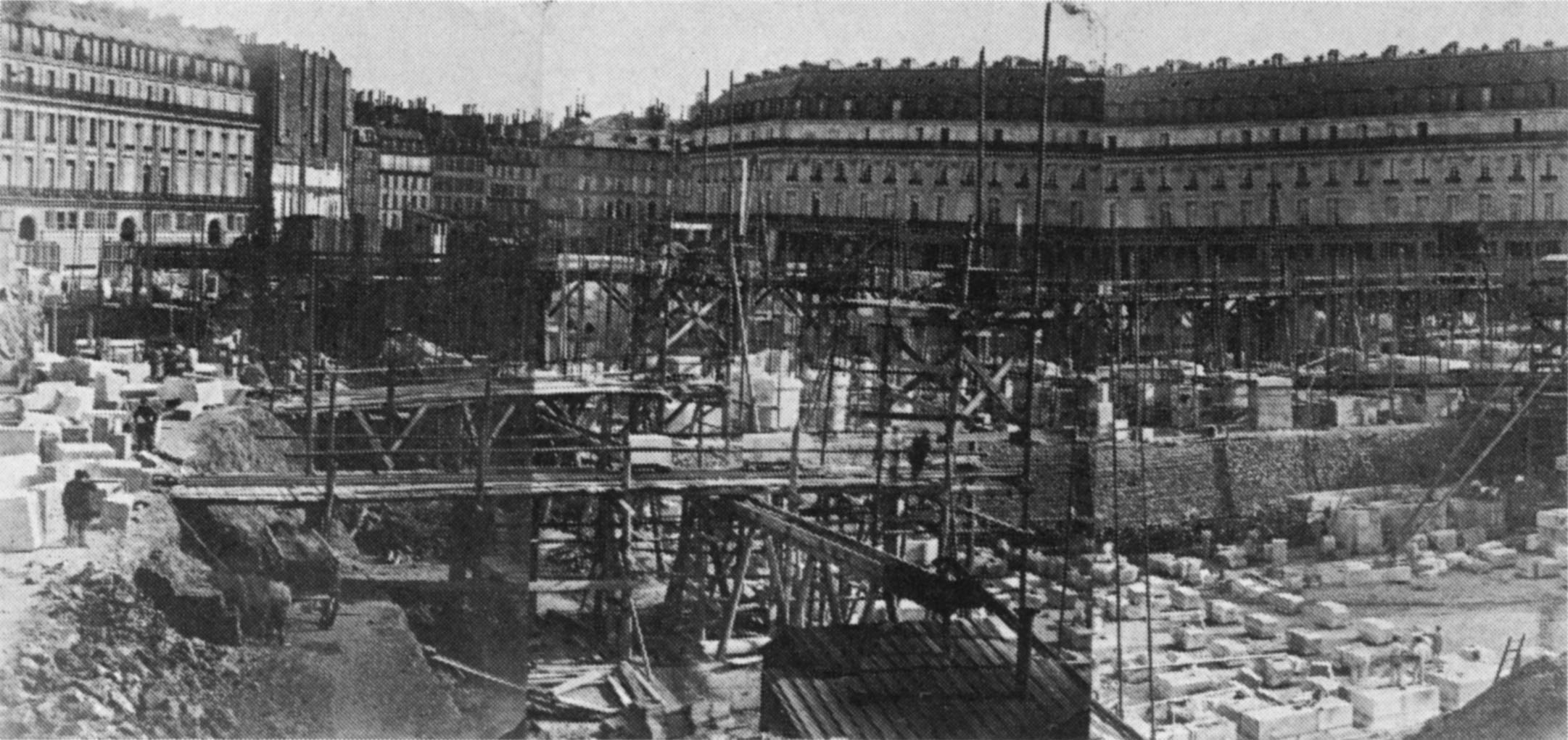
基礎工事(1862年5月20日)。予想以上の地下水の処理に悩まされた。結果「オペラ座は地下湖の上に建設された」という伝説がうまれた。

建設用地は8月27日と12月31日の間に掘削された。1862年1月13日、どのセクションのコンクリートが投じられてすぐに下部の石造部分の配置が始めると最初のコンクリートの下地が形成された。オペラ座は他の同様の建造物に比べて非常に深い基礎をサブステージに必要とした。しかし地下水のレベルは予想以上に高かった。1862年2月には井戸が沈み、3月には8つの蒸気ポンプが投入された。しかし24時間続けての作業にもかかわらず、用地が渇くことがなかった。この問題に対処するため、ガルニエは湿気から上部の建物を守るために二重の基礎をデザインした。水路と巨大なコンクリートの貯水池(cuve)が組み合わされた。両方とも基礎壁の外からの地下水からの重圧を和らげ、防火用貯水池として機能させるものとされた。建設のための契約は6月20日に署名された。すぐに根強い伝説が起きた。オペラ座は地底湖の上に建設されたというものである。これに着想を得たのが、ガストン・ルルーの小説『オペラ座の怪人』である。7月21日には礎石が建物のファザードの天使の南東に置かれた。10月には、ポンプは撤去され、11月8日には貯水池の煉瓦のアーチ天井が完成した。そして下部構造はこの年の終わりまでには基本的には完成した。

### 縮尺模型

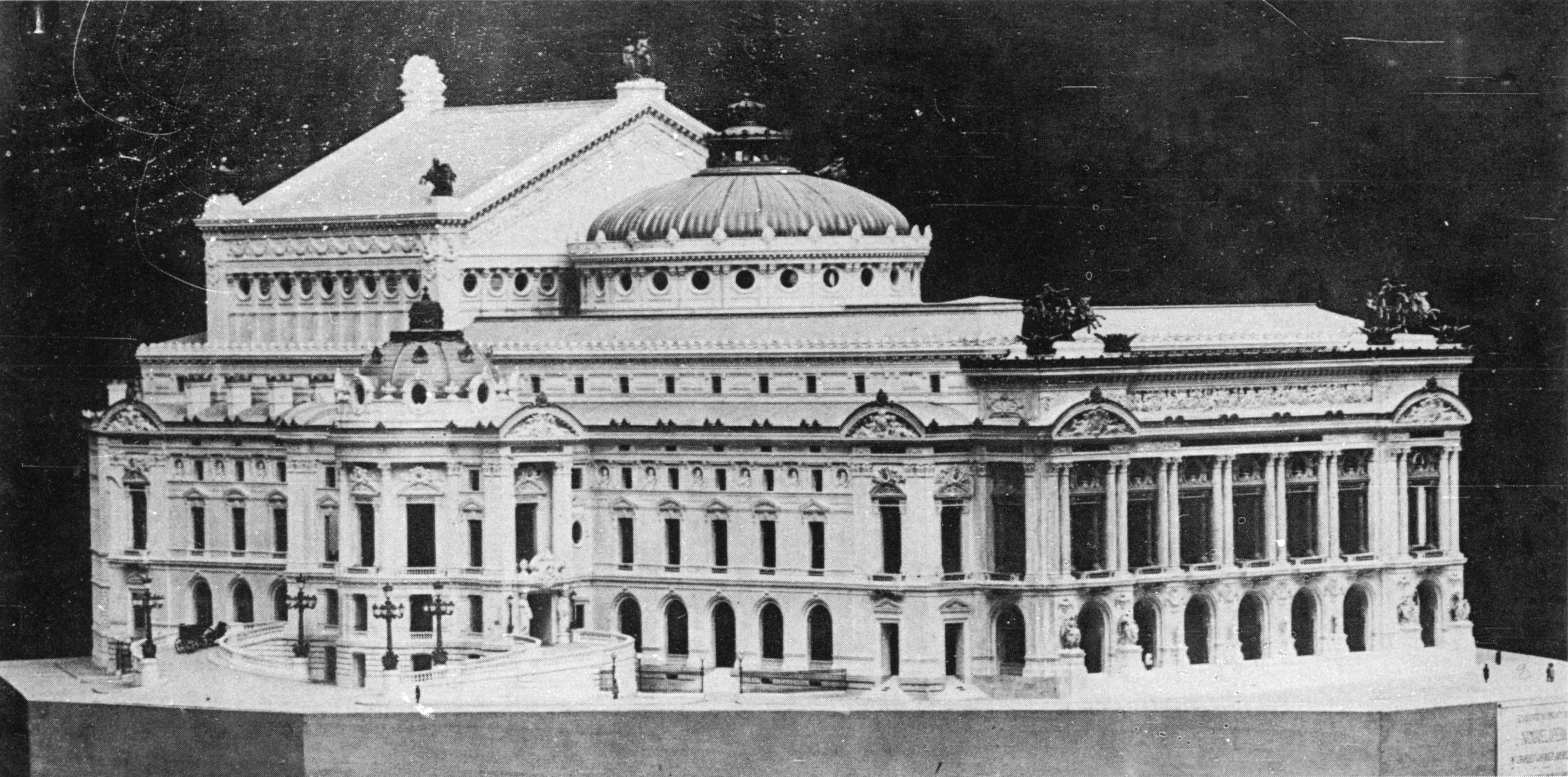
Villeminotの模型(1863年5月)。正面ファザードの左右の橋の上にクアドリガ（馬車）の彫刻が見られる。

皇帝は建物の模型を見ることに関心を表した。そして石膏の縮尺模型(1m＝2cm、50分の1)がルイ・ヴィルミノ（Louis Villeminot）によって1862年4月から翌1863年4月の間に、8,000フランを投じて製作された。それを見たのち、皇帝はいくつかの建物デザインの変更を要求した。最も重要なものは、ファザードの頂点の角のグループとともに、欄干に支えられたテラスの高さの抑制と、最後の翼棟の向こうにある皇帝のクアドリガ（馬車）の彫刻を配置する、横へと連続するフリーズの前にある大規模な屋根裏の階層の取り換えであった。組み合わされた変更とともに、模型は特別に1863年の万博で公開された産業館（w:Palais de l'Industrie）に導入されたレールの向こうに輸送され、展示された。
テオフィル・ゴーティエは模型について書いている（『モニテュール・ユニヴェルセル』紙1863年5月13日付(Le Moniteur Universel, 13 May 1863)）。「総合的なアレンジは誰の目にも明らかで、すでに最終的な効果を決定するために、それにより良い許可をした一種のリアリティを獲得した…それは観衆の好奇心に魅力的で、それは効果として、新しいオペラ座を、あらかじめ用意したオペラグラスを通じて見せた」 。模型はいまは散逸した。しかし1863年にJ. B. Donasが撮影した写真が残る。
皇帝のクアドリガは決して加えられなかった、それらは模型には見られたのに。かわりにシャルル・ギュムリー（w:Charles Gumery）の金メッキをしたブロンズの彫刻群「ハーモニー」と「詩情」が1869年に取り付けられた。直線のフリーズは模型にも見られ、また皇帝のモノグラムの"N"と"E"("N"はNapoléon、"E"はEmpereur（皇帝）のイニシャル)の金メッキの文字をあしらった装飾的なメダリオンのレリーフが交互に高低をつけて再設計された。特別デザインの文字はお披露目のときには用意されなかった。そして代わりに商業的に利用できる代用品に代わられていた。1870年の、皇帝のセダンの敗北で、ガルニエはメダリオンをそれらを取り除くことができて安堵した。ガルニエの手紙での、オリジナルデザインは2000年の建物改修で最終的に導入された。

### 改名
1867年8月15日、ファザードを隠していた足場が撤去された。この年に開催されていたパリ万博のためである。オペラ座の公式な名称「帝立音楽アカデミー（"ACADEMIE IMPERIALE DE MUSIQUE"）」がロッジアのメインフロアの前の円柱を対とする巨大なコリント式オーダーのエンタブラチュアに表示された。
1870年、普仏戦争の結果、皇帝ナポレオン3世は退位して、同年9月17日にすぐに政府はフランス第三共和政に代わり、オペラ座の公式名称は「国立オペラ劇場（Théâtre National de l'Opéra）」に再命名された。この名称は1939年まで維持される。これにもかかわらず、新オペラ座の名称が変わったとき、IMPERIALEの6文字を取り換えただけであった。いま有名な「国立音楽アカデミー（"ACADEMIE NATIONALE DE MUSIQUE"）」の名称が与えられて、公式名称として実際に使用されたのはおよそ2年間の短命なフランス第二共和政のときだけである。

### 普仏戦争とパリコミューンの乱―1870年–1871年
普仏戦争のパリ包囲戦（1870年9月から1871年1月）のせいで、全ての建物建設作業が停止した。建設は進行したので建物の一部が食料倉庫と病院に使用することができた。フランスの降伏後、包囲戦の不自由からガルニエは深刻な病気にかかり、3月から6月まで治療のためにパリを離れて、イタリアのリグリア海岸へといった。その間、彼の助手のルイ・ルヴェ（Louis Louvet）は、パリコミューンの混乱の中パリにとどまった。ルヴェはガルニエに何通かの手紙を書いている。建物にかんする出来事も書かれている。建物の近くのヴァンドーム広場で戦闘が起きたので、国民衛兵はそこで露営し、防衛を担当し、兵士と市民に食料を補給していた。コミューンの首脳はガルニエを別の建築家に代える計画をたてた。しかし5月23日に共和国軍が国民衛兵を追い出して、建物を統制するようになったときには、この無名の男はまだ現れていなかった。5月末まで、コミューンはあちこちで敗北し続けた。第3共和政は秋までに盤石なものとなった。9月30日、建設作業は再開された。そして10月までに少額の資金が新しい議会によって今後の建設のために投じられた。

### 第3共和政のもとでの建設―1872年–1873年
新政府の政治的指導者は第2帝政に関係するものすべてに激しい嫌悪感を示し、彼らの多くはガルニエを基本的に政治と無関係とみなし、政権から取り残された。1873年5月まで続いたアドルフ・ティエール大統領政権の間、これは特別に本当であった、しかし後継のパトリス・ド・マクマオン大統領政権でも続いた。経済は打撃を受けていた。ガルニエは、建物のセクションの完成の形態の抑制を余儀なくされた。特に皇帝のパヴィヨン(のちのオペラ座図書博物館である)がその対象である。しかし10月28日から29日に新しい劇場の完成のための強力な動機が起きた。このときサル・ル・ペルティエが火災によって一夜にして焼失したのである ガルニエはできるだけ早い建物の完成を指示した。

### 落成

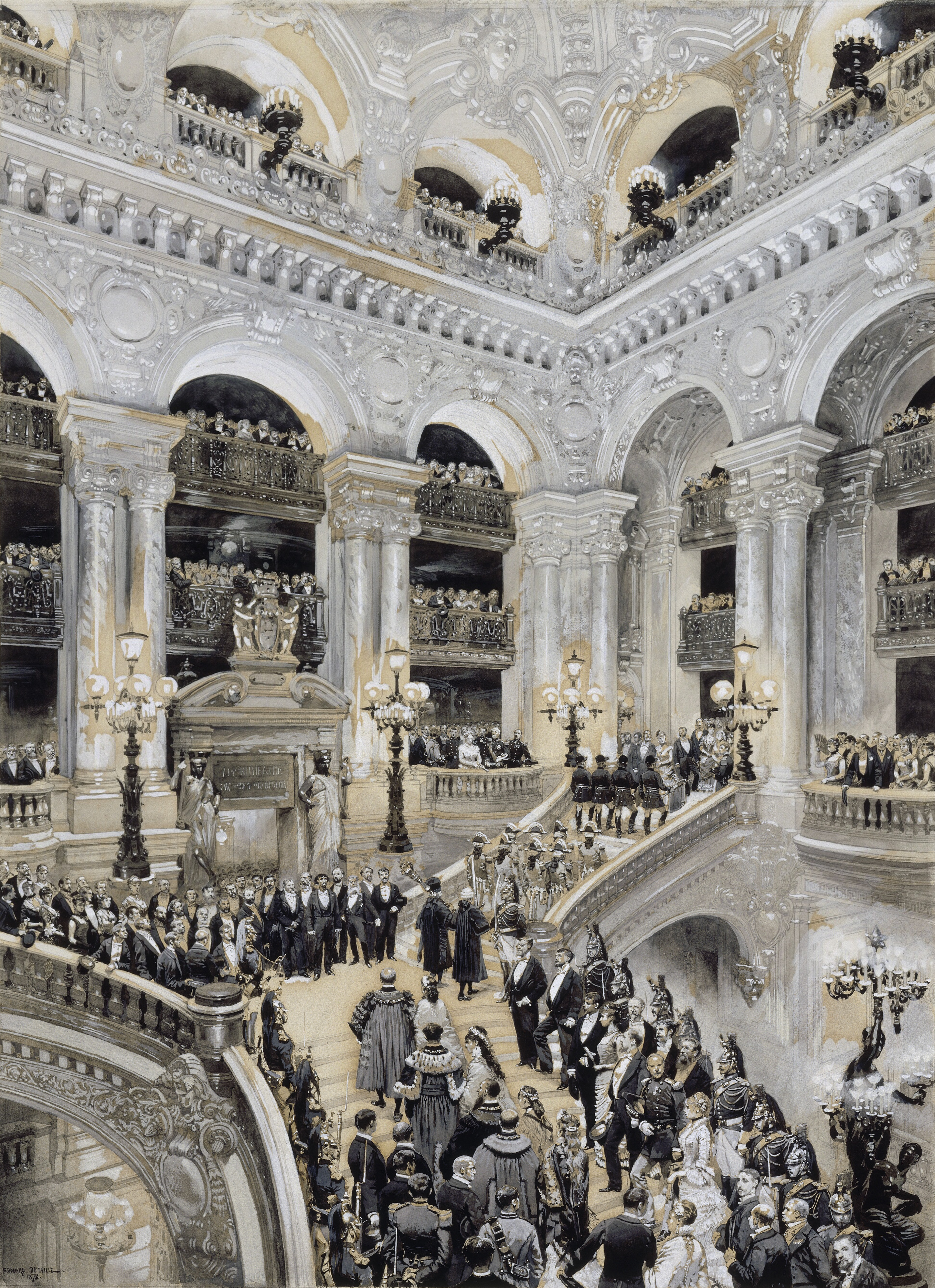
『パリ・オペラ座の落成』（エドワール・デタイユ, 1878年）

新しい建物の完成の費用は1874年の間で750万フラン以上となった。総額は過去13年間に使われた金額を大幅に超過していた。第3共和政の資金難の政府は最後の手段として490万ゴールドフランをフランソワ・ブランとモンテカルロカジノで遊ぶ裕福な金融家から6％の金利で借りることになった。のちに1876年から1879年、ガルニエはモンテカルロカジノのコンサートホールのデザインと建設を監督している。「ガルニエの間（Salle Garnier）」はのちに「モンテカルロ歌劇場」の本拠地となった。
1874年の間、ガルニエは、彼の建設チームを新しいオペラ座の完成のために一心不乱に働かせている。10月17日までに、オーケストラは新しい観客席から試験演奏ができるようになった。続く12月2日までには関係者、賓客、報道陣を招いて試験演奏をもう一度おこなった。12月2日にパリ・オペラ座バレエは最初のダンスをした。6日後にはのちに有名になるシャデリアが初めて取り付けられた。
1875年1月5日、劇場は正式に落成した。マクマオン大統領、ロンドン市長、スペイン国王のアルフォンソ12世らが臨席した豪華なガラパフォーマンスがこけら落としとなった。上演プログラムにはダニエル＝フランソワ＝エスプリ・オベールの序曲『ポルティチの唖娘（w:La muette de Portici）』、ジョアキーノ・ロッシーニの『ウィリアム・テル』、ジャック・アレヴィの1835年のオペラ『ユダヤの女（w:La Juive）』の第1幕第2場(ガブリエル・クラウス（w:Gabrielle Krauss）がタイトルロール）、『剣の聖別』によるジャコモ・マイアベーアの1836年のオペラ『ユグノー教徒（w:Les Huguenots） 』、レオ・ドリーブ とレオン・ミンクス作曲の1866年のバレエ 『泉（La source）』などであった。
ソプラノがシャルル・グノーの『ファウスト』の第1幕で病気で倒れたので、アンブロワーズ・トマの『ハムレット』は省略された。休憩の間、ガルニエは観客の称賛の拍手を受けるために大階段の踊り場に立った。

### 完成後の歴史
1881年電気照明が導入された。

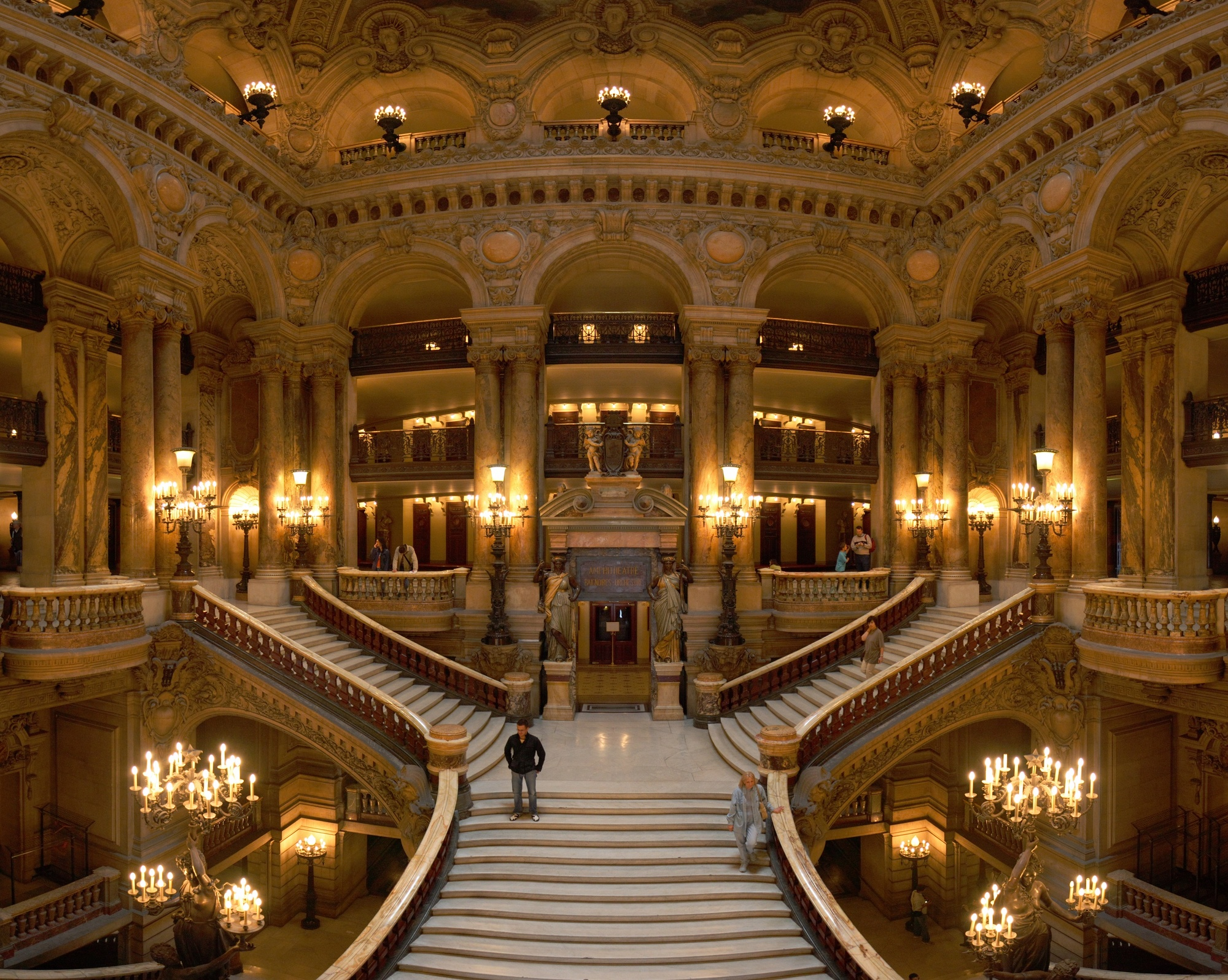
大階段

建物の管理と舞台の場面転換における人員の動きを促進するために、舞台前に人員用、貨物用エスカレーターが導入された。
1969年に劇場は、新たに電気設備を整えた。1978年委、オリジナルの部分「舞踏の休憩室（Foyer de la Danse）」は建築家ジャン=ル・ルベール によって新たにバレエ団のリハーサルスペースに改築された。1994年、劇場の改修が始まった。これは舞台の機械と電気設備の近代化が含まれている。その間、建物の構造と基礎の強化と同様に絢爛豪華な装飾の保全も行われた。この改修は2007年に完了した。

## 他国への影響
ガルニエ宮は他国の建造物にも影響を与えている。
ポーランドのいくつかの建物はガルニエ宮のデザインを基にしている。これらには1893年に建設されたクラコフのユリウス・スヨワスキ劇場や1900年から1901年の間に建設されたワルシャワフィルハーモニーエデフィスがある。ウクライナでは1901年に建設されたキエフのウクライナ国立歌劇場や1897年から1900年の間に建設されたリヴィウのリヴィウ歌劇バレエ劇場、アメリカ合衆国のワシントンD.C.の 議会図書館のトマス・ジェファーソンビルもガルニエ宮をモデルにしている。ファザードなどに影響が顕著である。
ブラジル、リオデジャネイロのリオデジャネイロ市立劇場（1909年）もガルニエ宮をモデルにしている。とくに大ホールと階段が影響を受けている。 1884年から1896年に建てられたマナウスのアマゾン劇場も外観が類似している。ベトナムのハノイのハノイ歌劇場は典型的なフランスコロニアル様式の建物であり、ガルニエ宮の小規模な模倣である。ホーチミン市のホーチミン市民劇場 も小規模な模倣である。

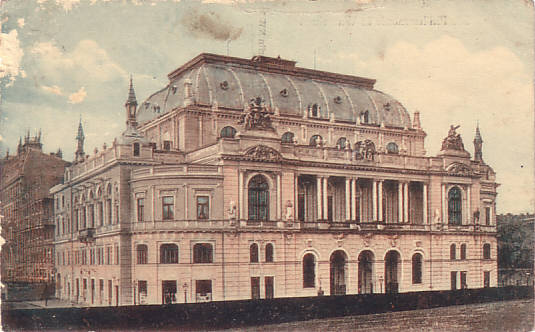
旧ワルシャワフィルハーモニックホール
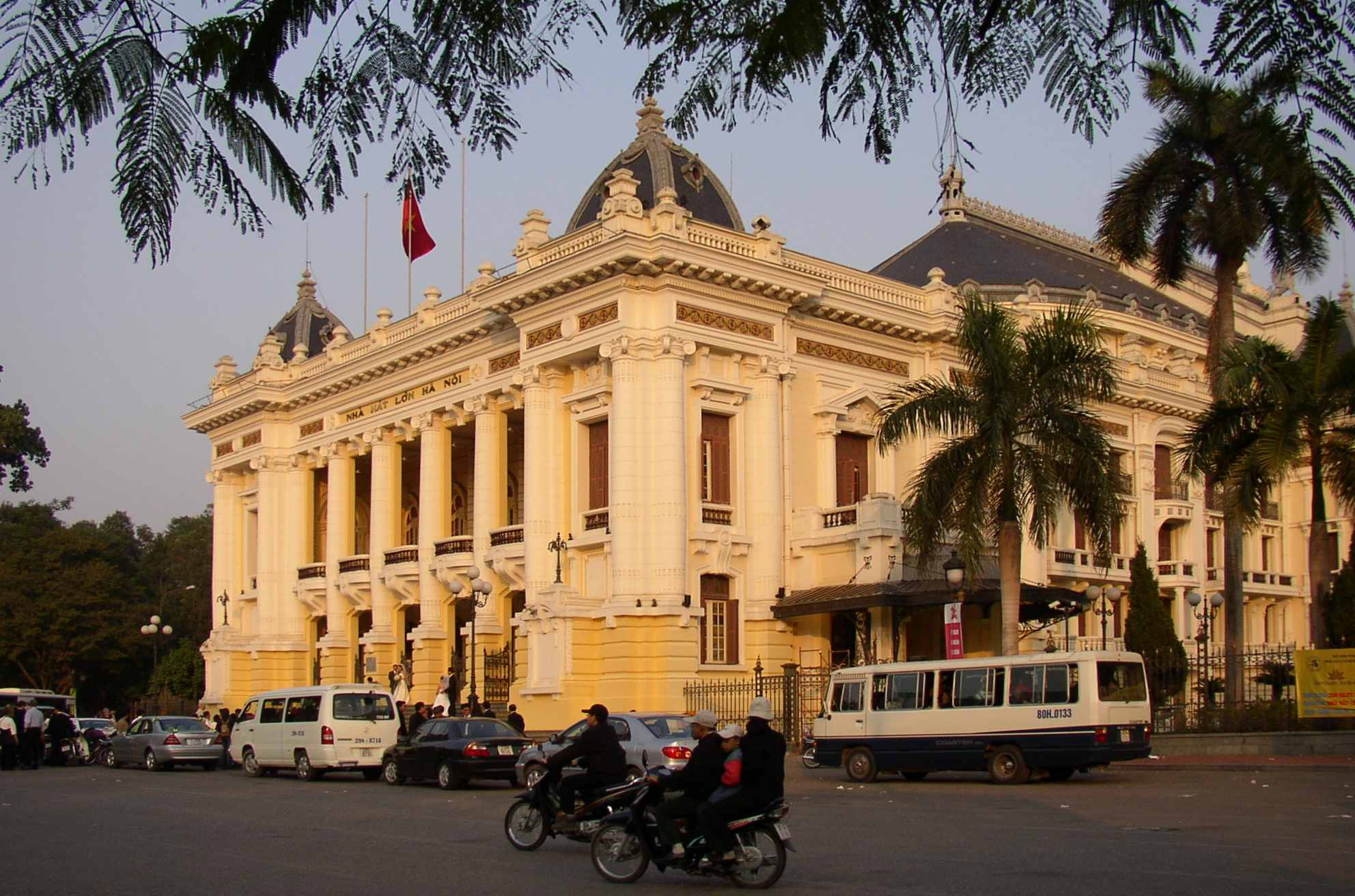
ハノイ歌劇場
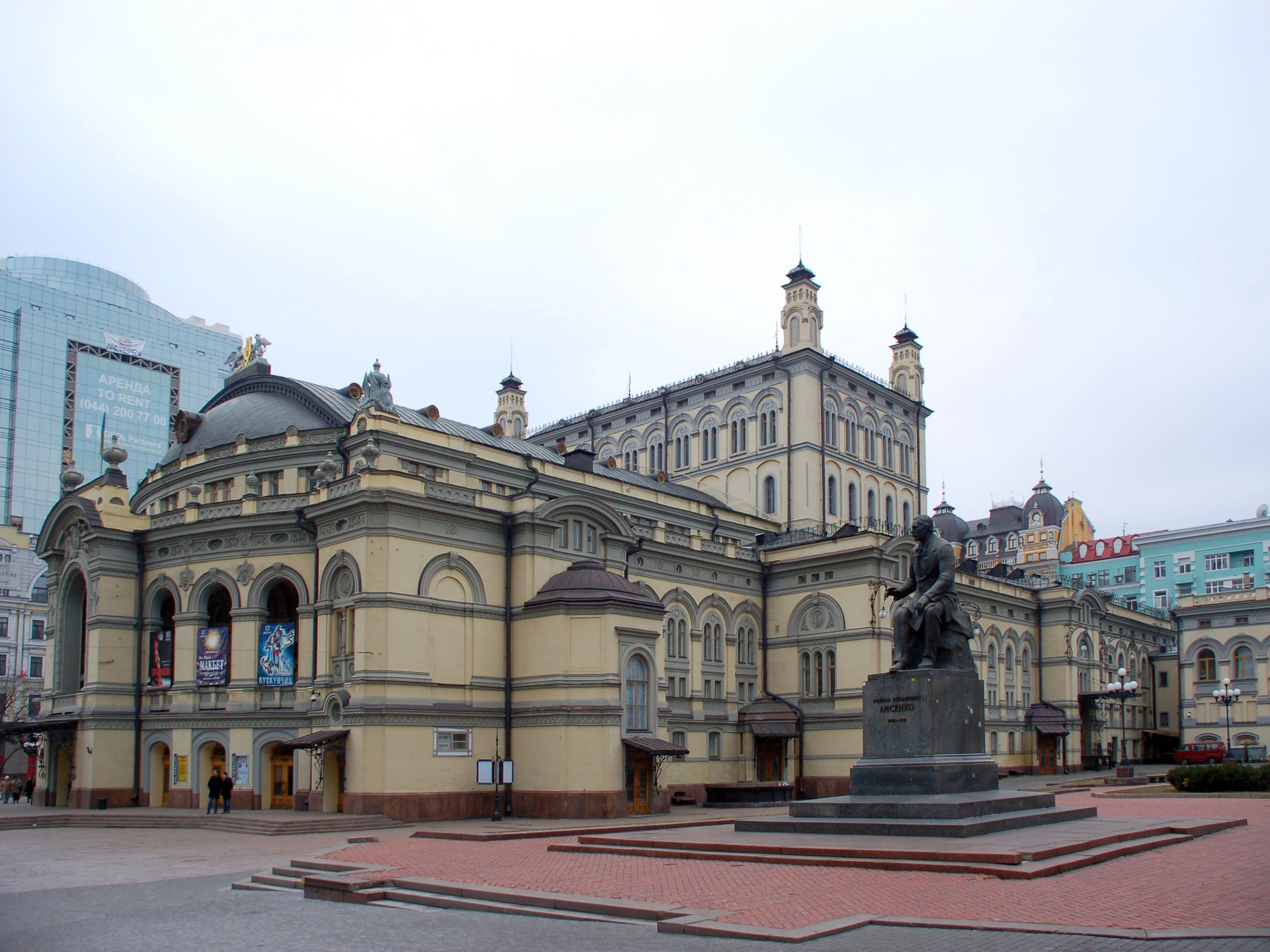
ウクライナ国立歌劇場
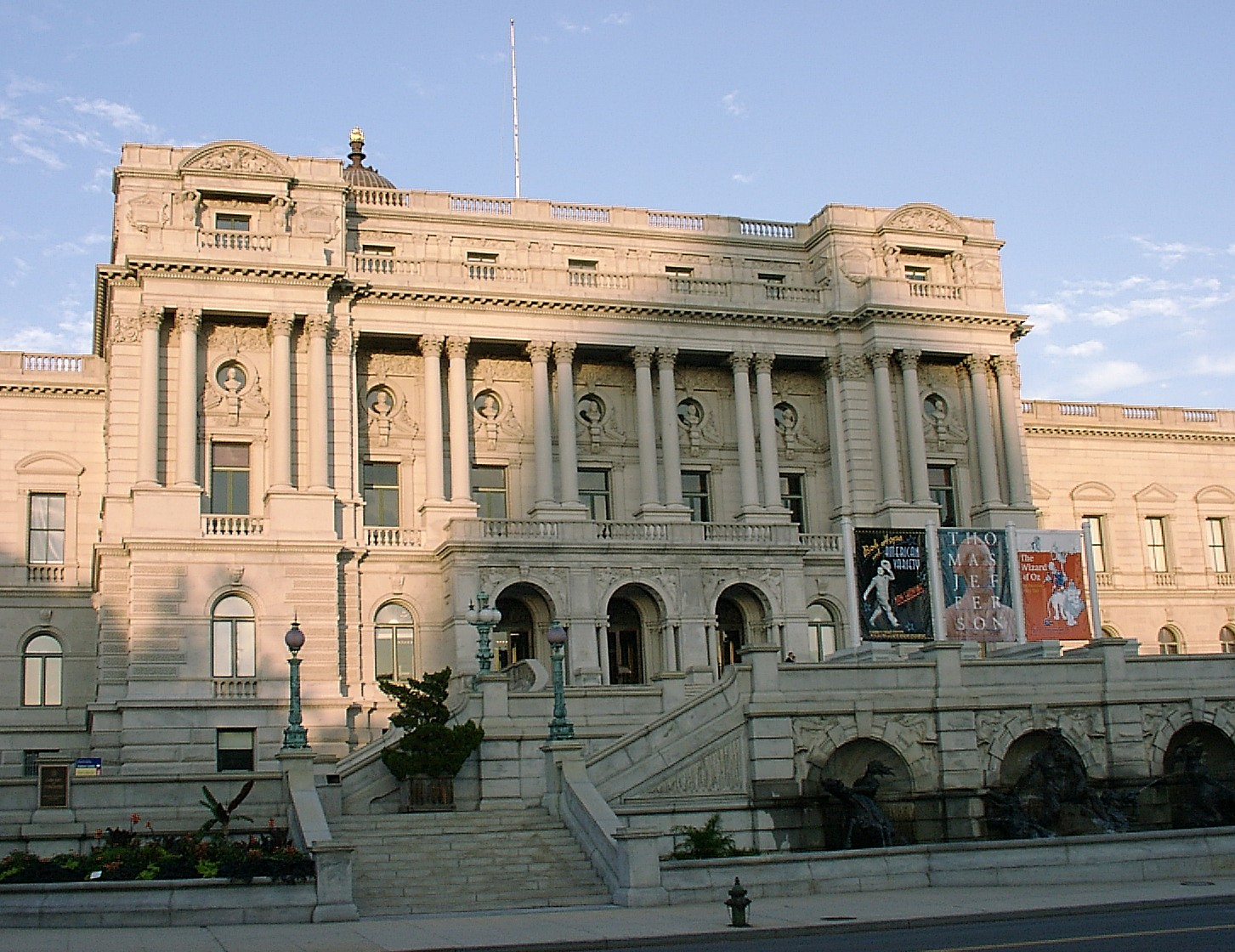
トマス・ジェファーソンビル
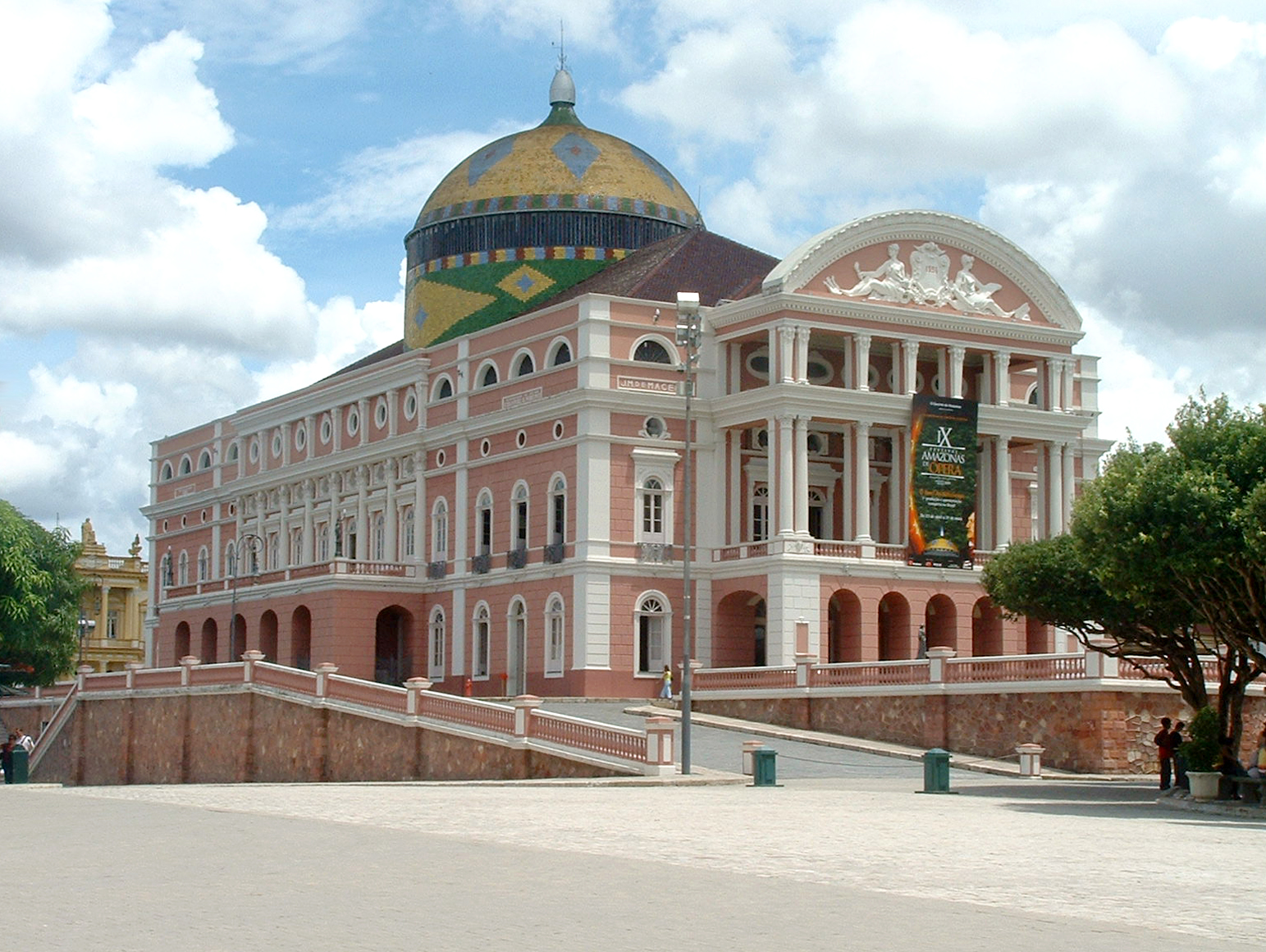
アマゾン劇場
サンパウロ市立劇場

## 補足
- 第二次世界大戦のドイツ軍のパリ入城が、1940年6月14日。休戦条約を結んだのが22日。その翌日の1940年6月23日、アドルフ・ヒトラーがひそかに、パリ日帰り観光をし、巡行の最初がガルニエ宮であった。内部構造に詳しいことを自慢したという。留守番役のセルジュ・リファールは、外出していたのに『対独協力』を疑われたという。
- オルセー美術館にはガルニエ宮関係の次の3点の収蔵品がある。
  - 1875年の落成時に正面ファサード右端にあったジャン＝バティスト・カルポーの彫刻『ダンス』。現在ガルニエ宮を飾っているのは、俳優のジャン＝ポール・ベルモンドの父ポール・ベルモンドによる1964年の複製である。
  - ガルニエ宮の長さ方向断面の模型。
  - 1964年にシャガールの油絵で隠された、ジュール＝ウジェーヌ・ルヌヴーの天井絵の複製。
- ミュージカルでも有名な小説『オペラ座の怪人』の舞台はこの劇場であるが、これはこの劇場が観客のみならず、舞台を演じる楽団員にとっても、もてあますほど巨大な空間を擁していたことから、オペラ座の関係者の間で実際に囁かれていた幽霊話[42] や「得体の知れない怪人が潜んでいるのではないか」という噂に着想して、ガストン・ルルーによって書かれた。地下の馬小屋を増築中に水脈にぶち当たって水没した部屋がある（現在は小道具や賄い用の魚を飼育している模様）、オペラ座は下水道の真上にある、実際にシャンデリアの部品の落下事故が起きた、などの史実を取り込んだ部分がある。
- 道具係が小道具として蜂を飼育するために作った蜂の巣箱を屋上に置いている。周りに庭園や並木道が多いため、蜂たちの住み心地は良いようである。このガルニエ宮の屋根に住み着いた蜂によって作られる蜂蜜はフォション（Fauchon）社によって“オペラ座の蜂蜜”（Le Miel Recolte sur les toits de l'Opera de Paris）として販売され、ガルニエ宮の土産物の一つとして出演者や観客に喜ばれている。
- エントランスの豪華さは世界の歌劇場でも最高峰に位置する。ただし、あまりにも豪華な入り口に対し公演そのものは標準的(しばしばオーケストラの弱体を批判されることもあった)なため、見かけ倒しと酷評されたこともある(堀内修「オペラ歳時記」講談社)。

## ギャラリー

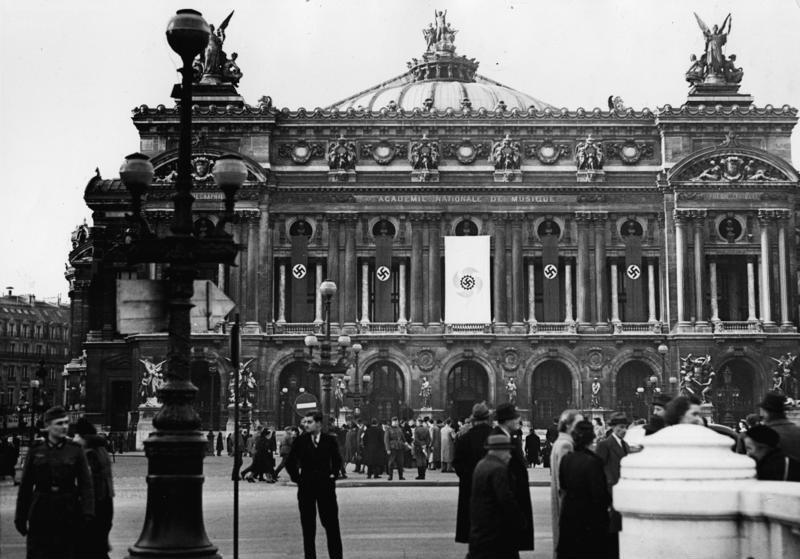
ドイツ占領下でハーケンクロイツが掲げられた（1942年）
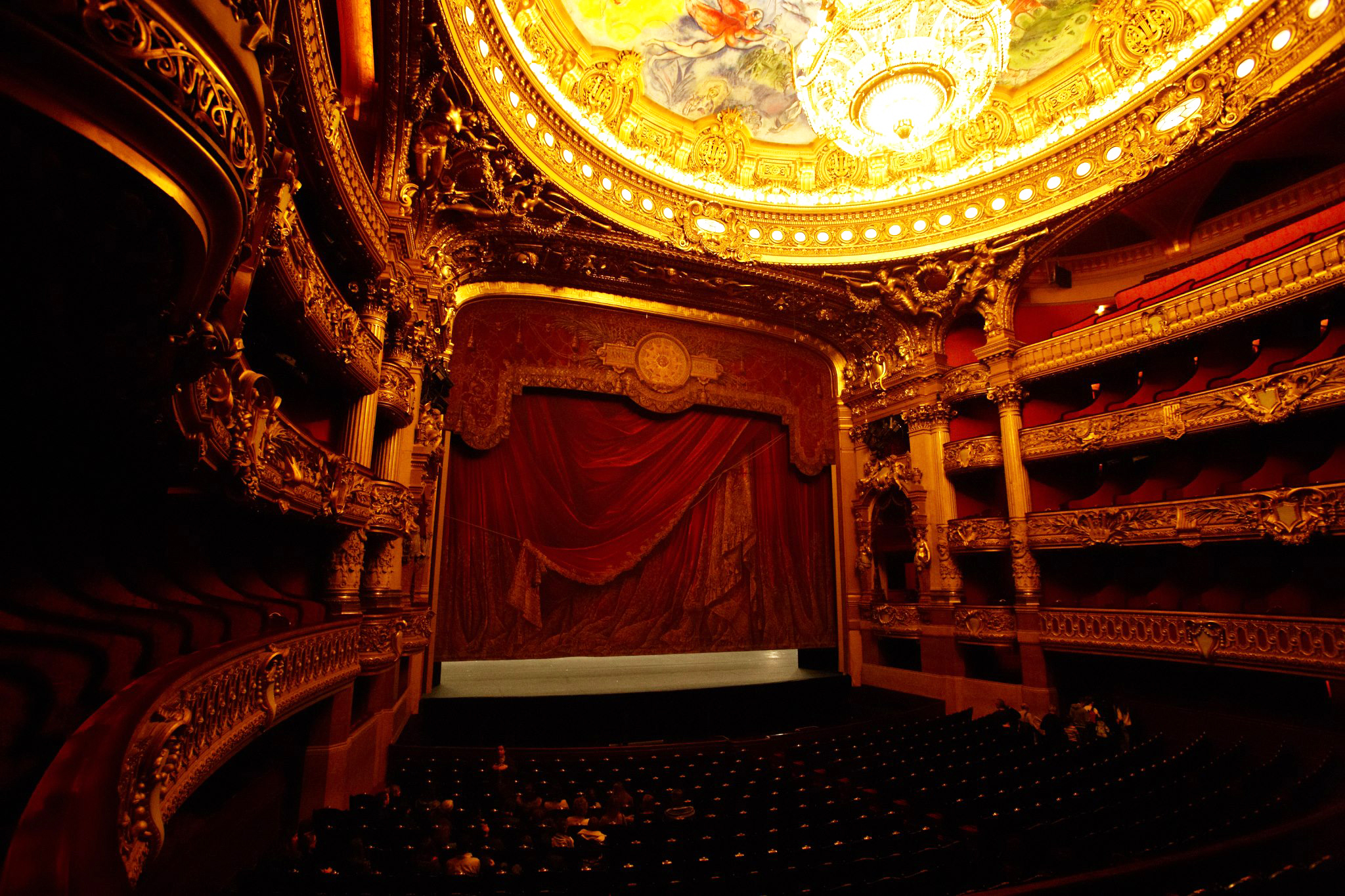
客席から舞台の眺め
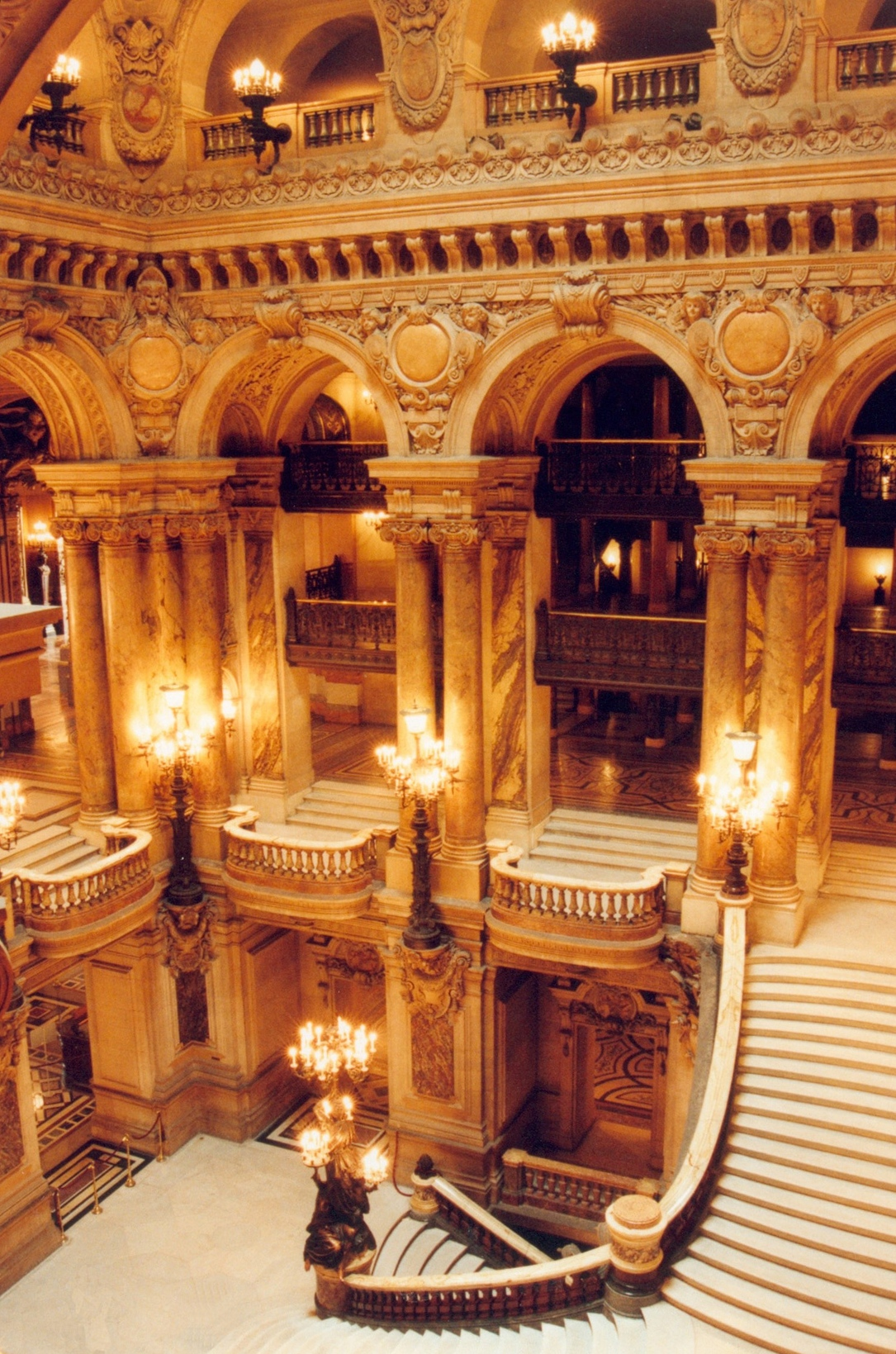
中央入口の大階段
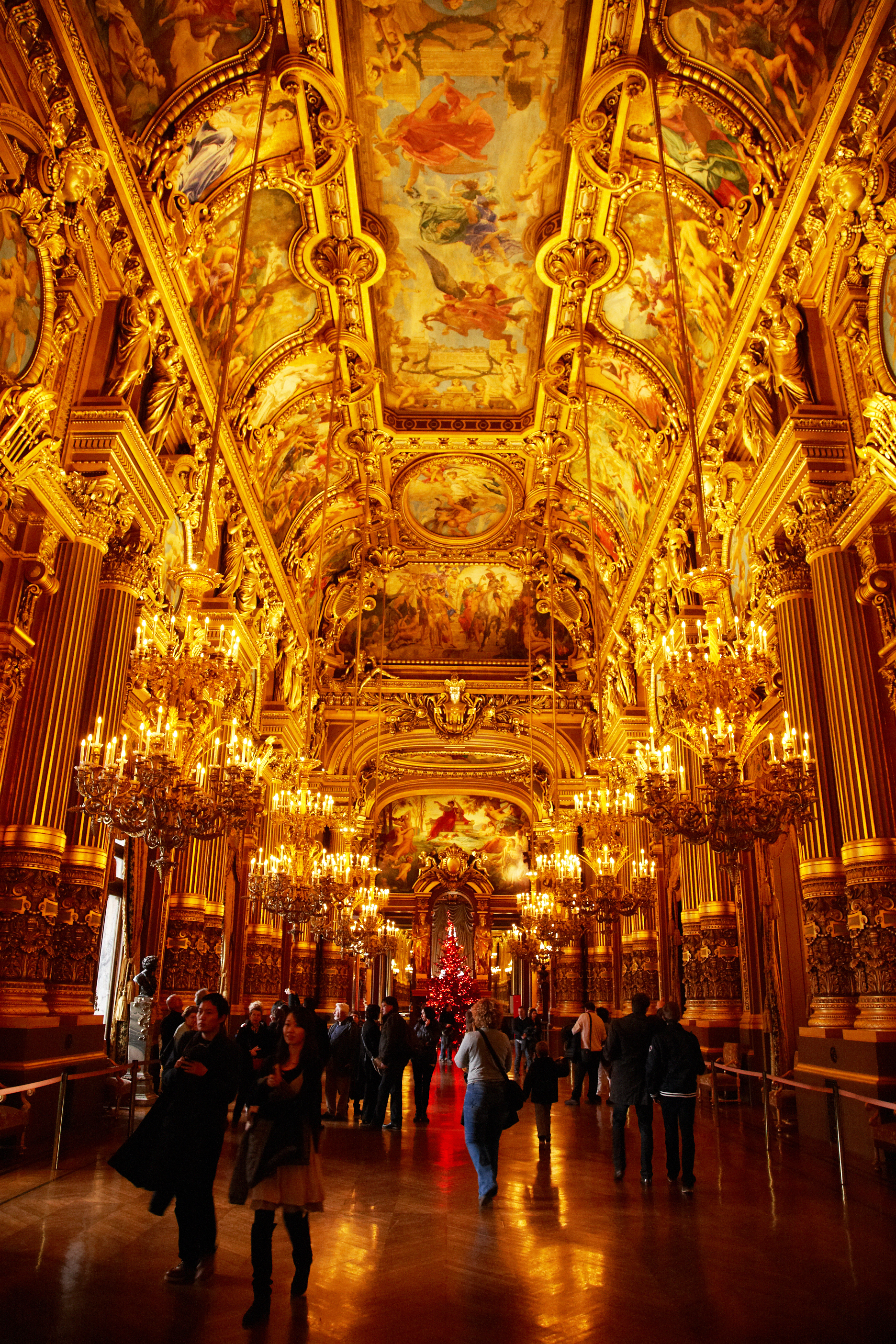
回廊
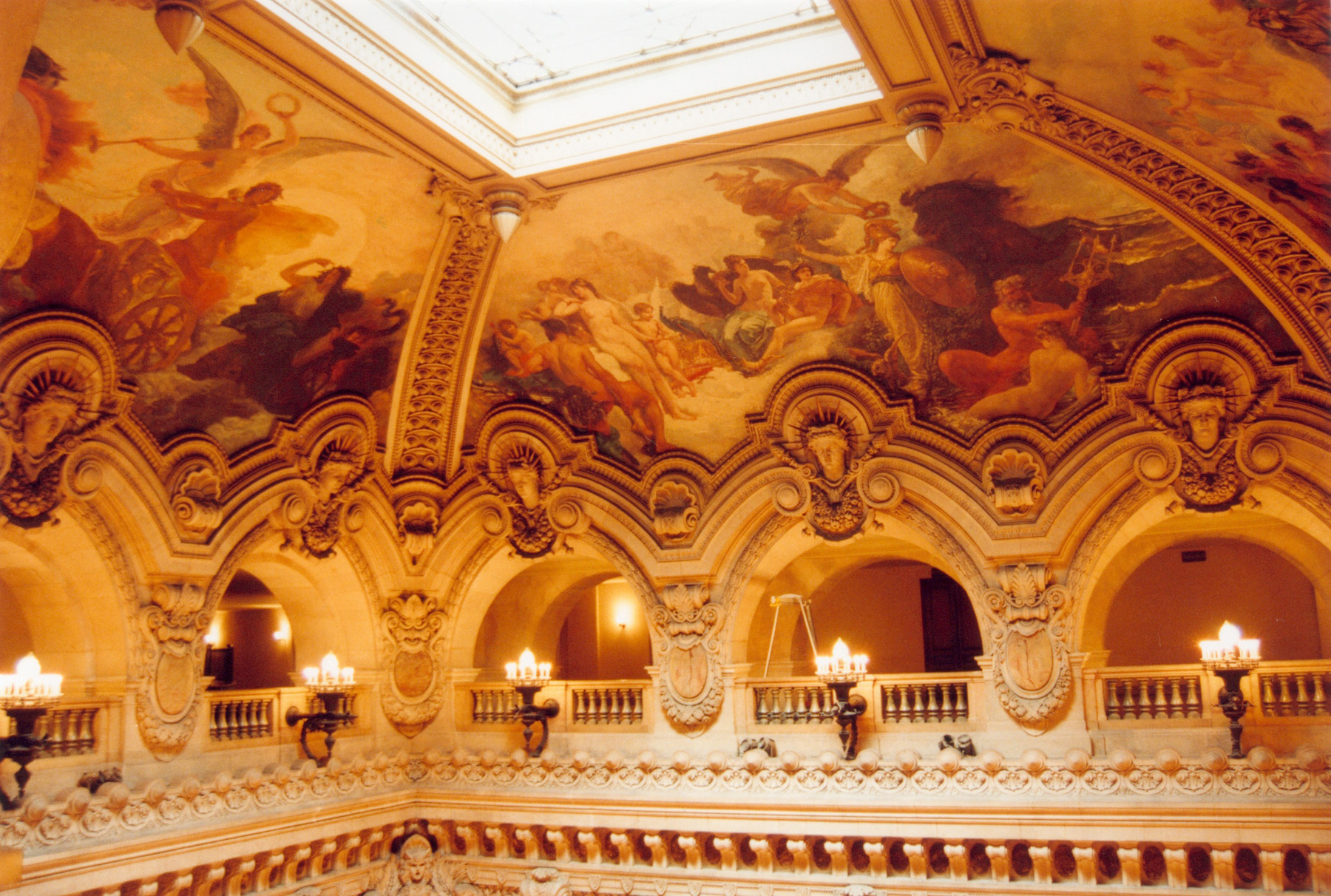
大階段上の天井
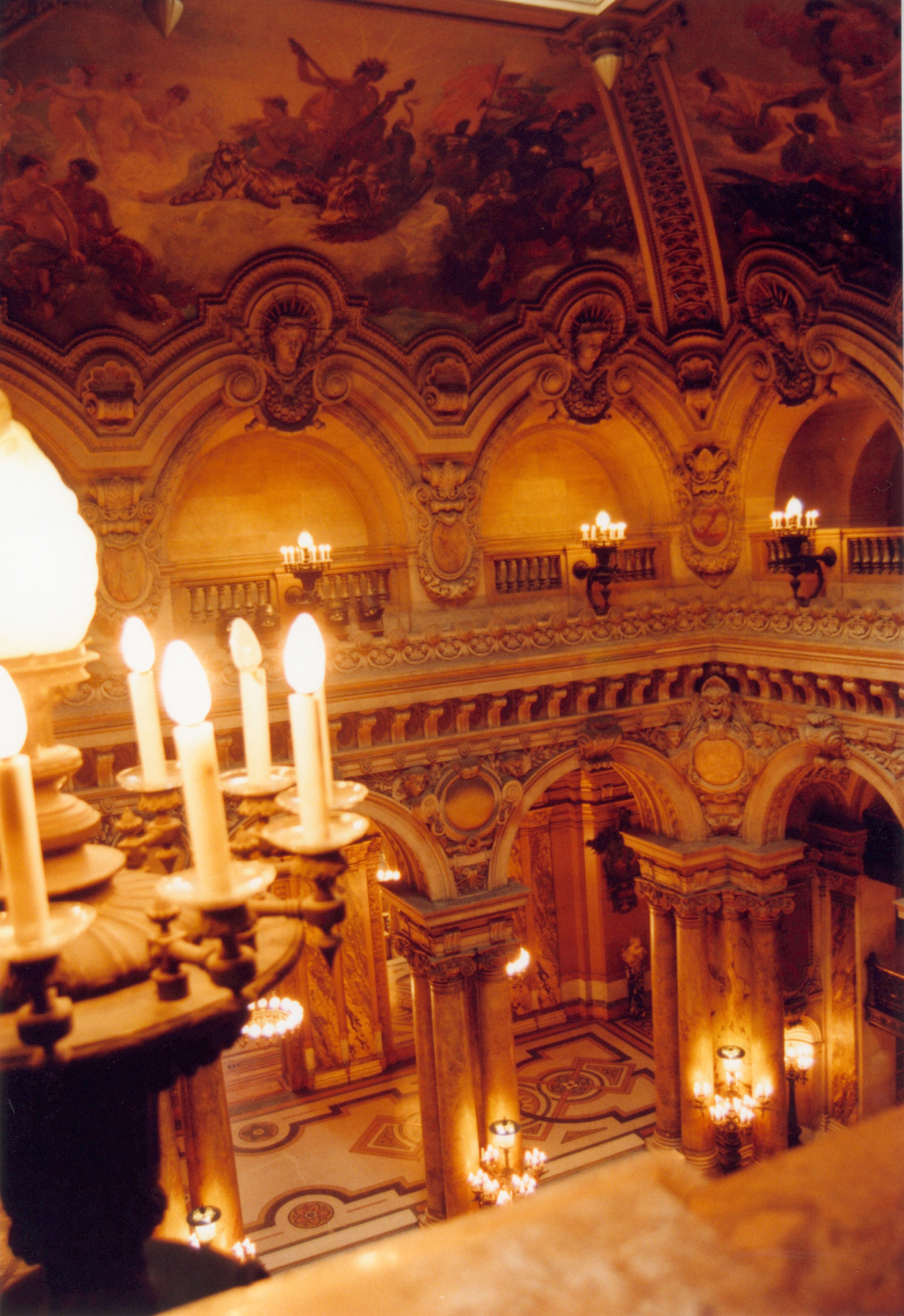
大階段の正面、回廊、バルコニー
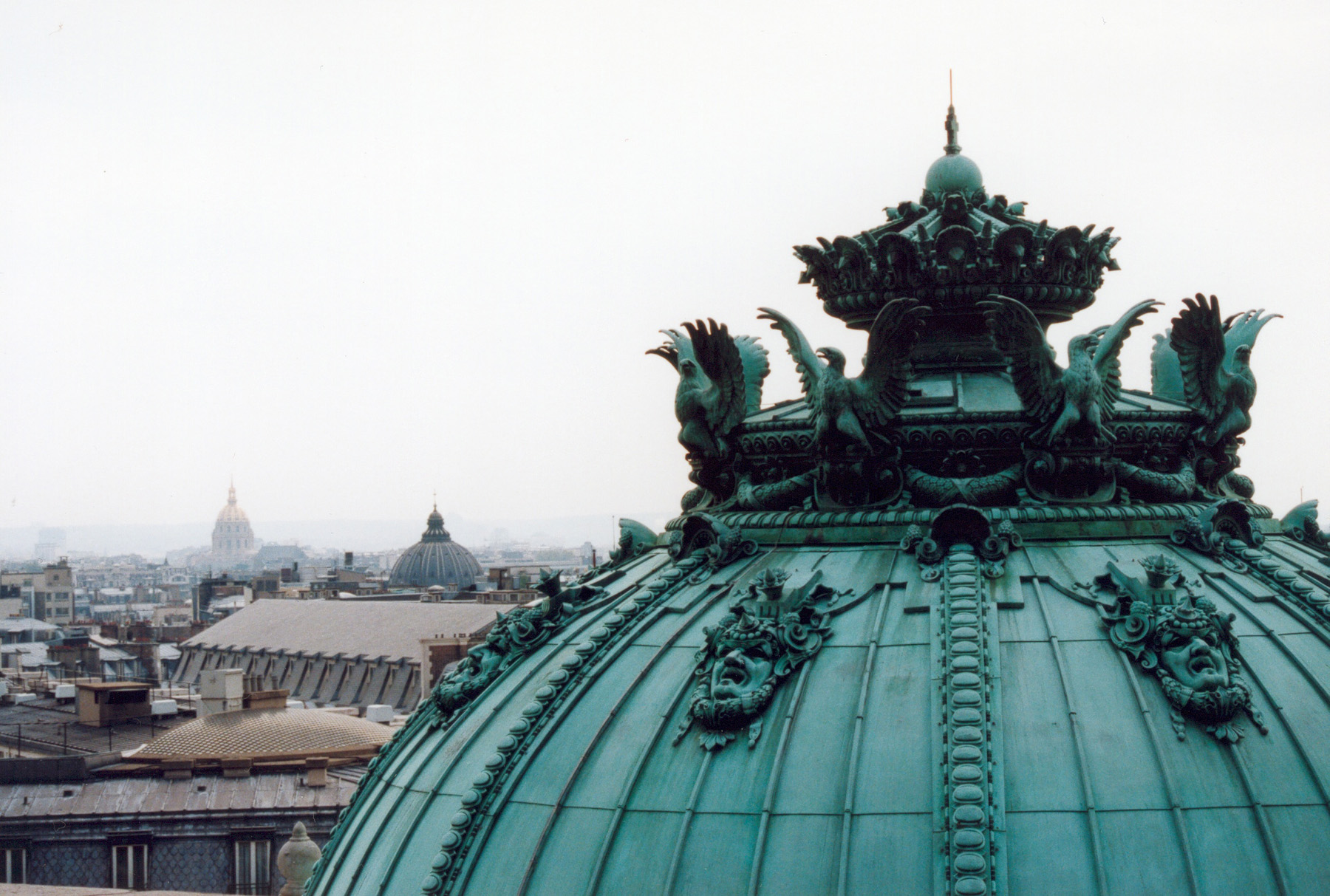
側面の銅の丸屋根
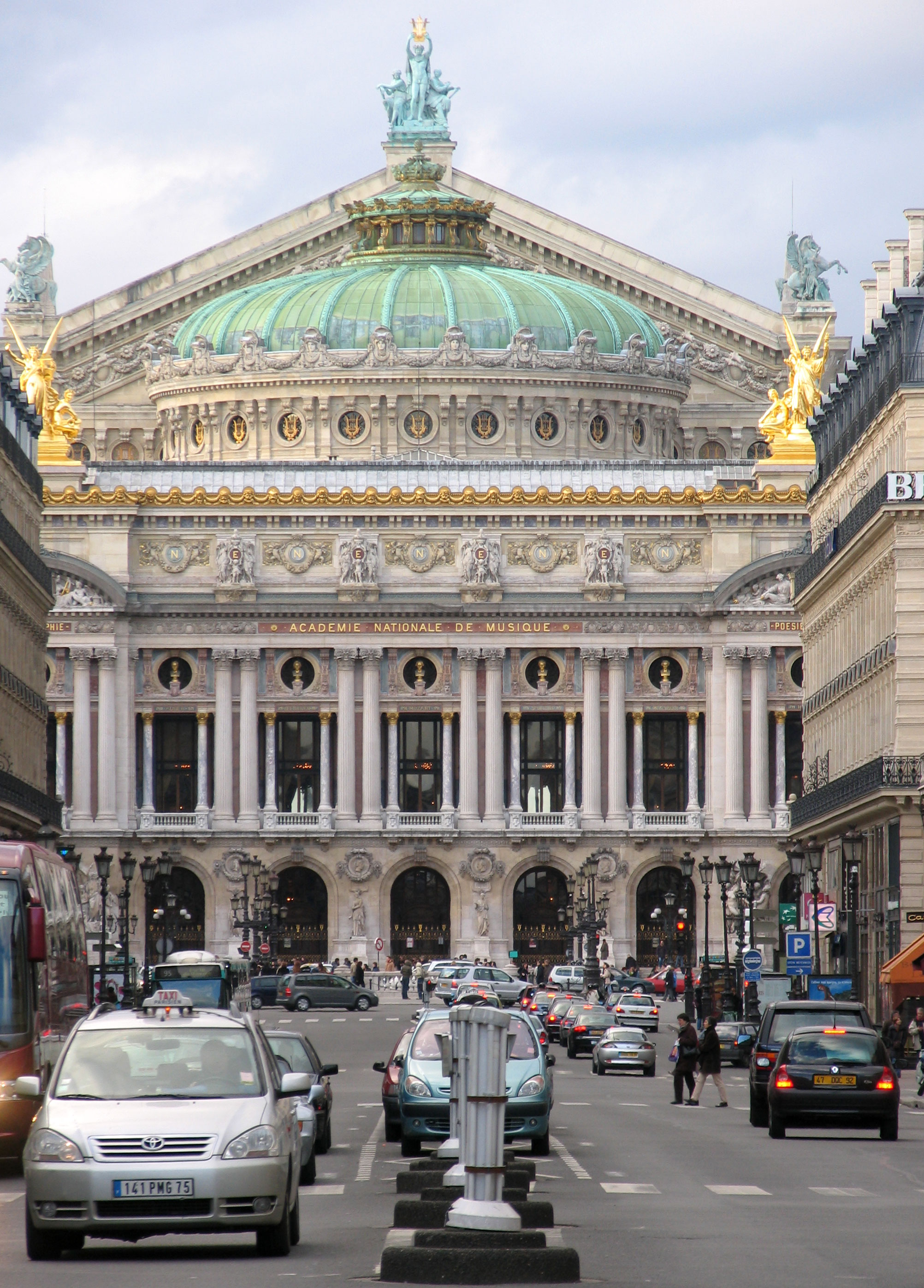
オペラ座通りから見る正面と屋根
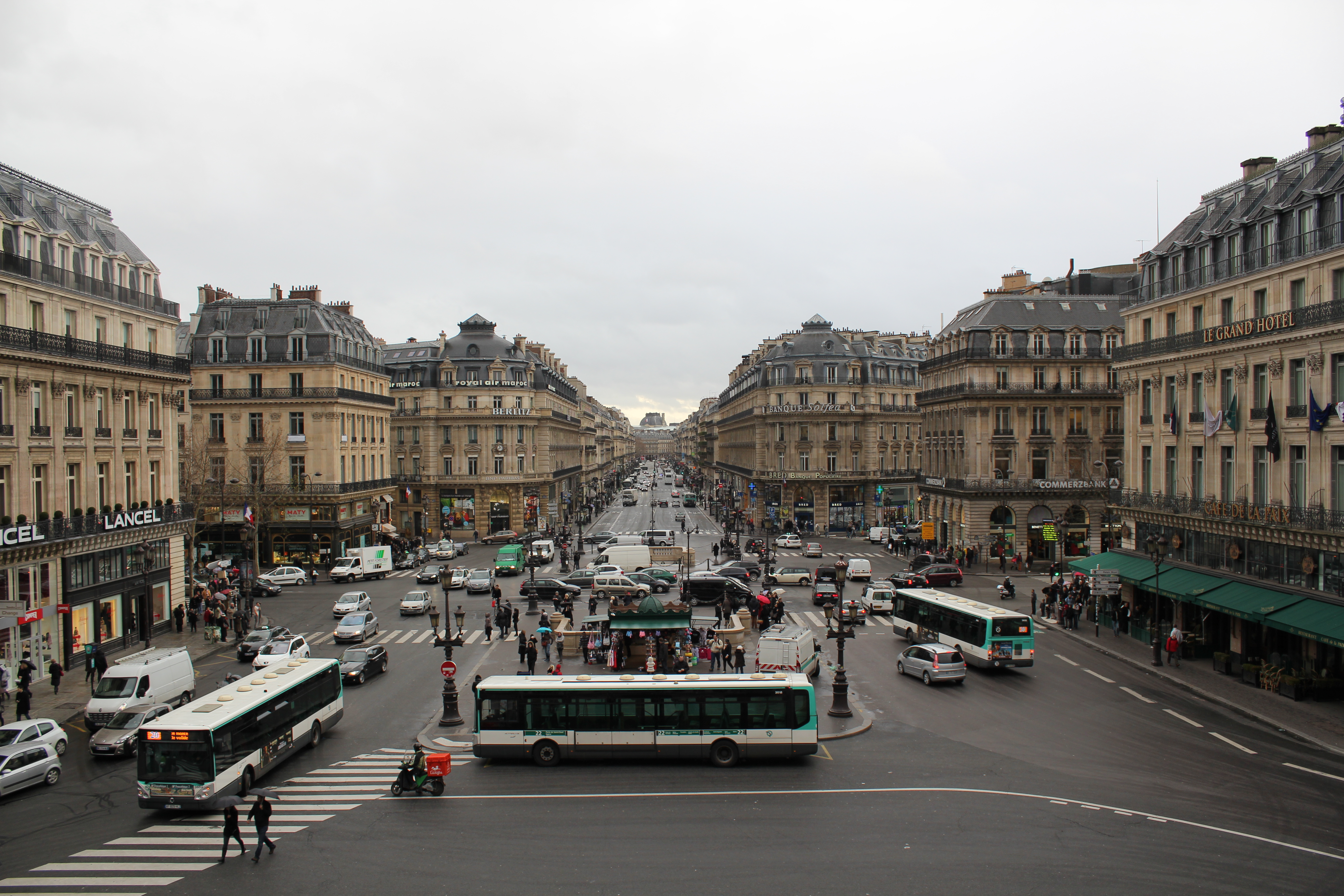
バルコニーからの眺め
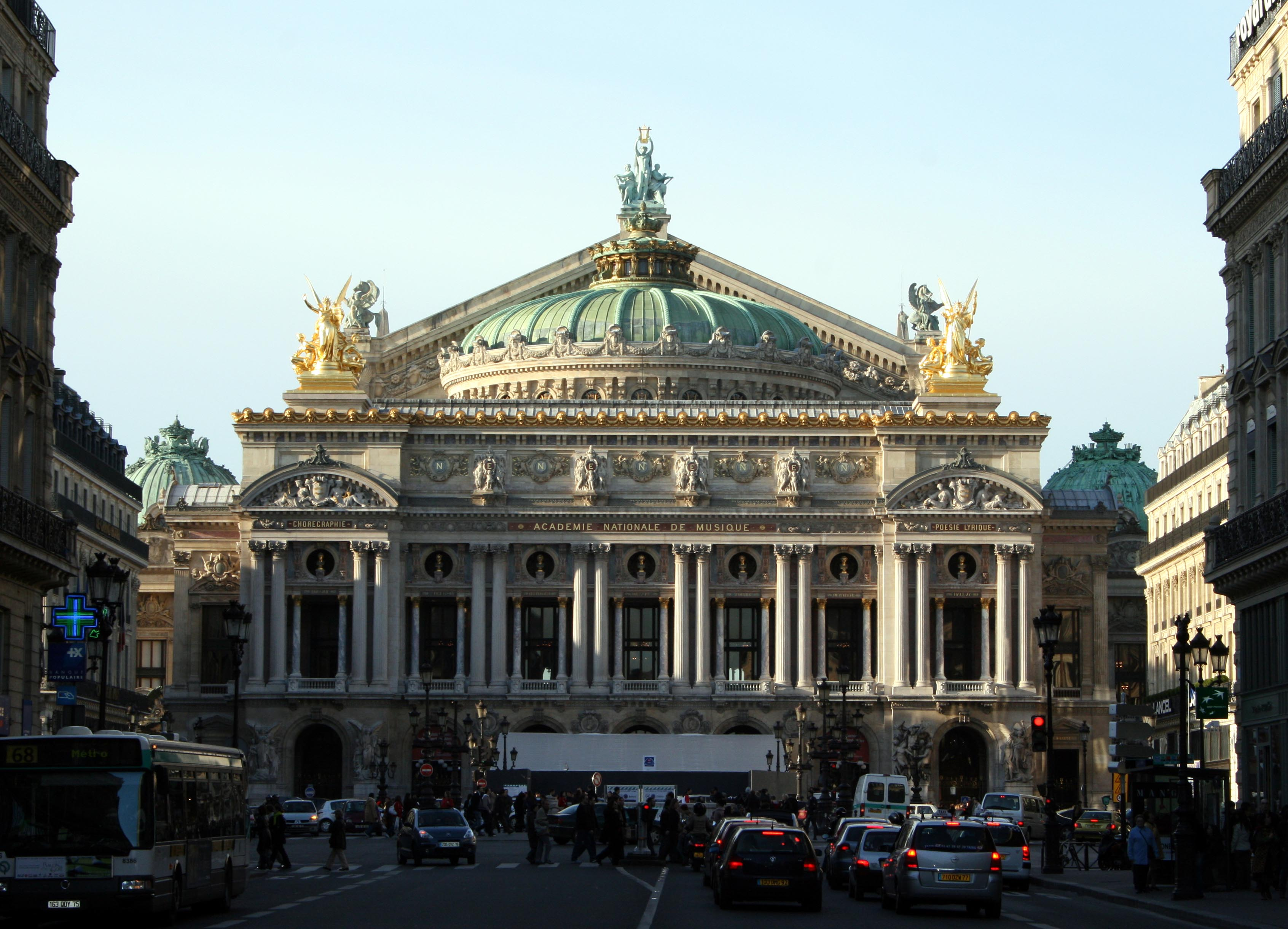
オペラ座通りからの眺め
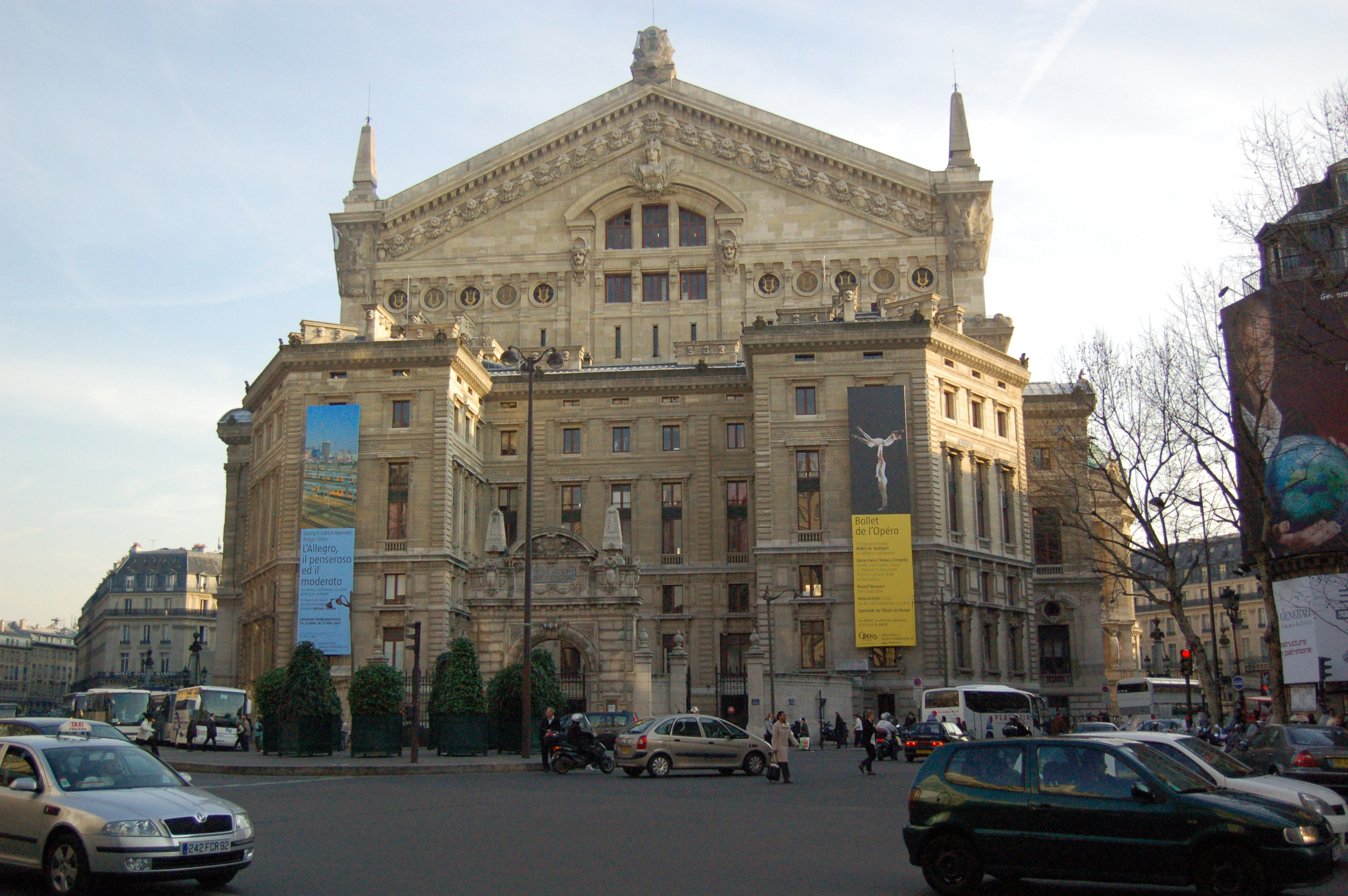
オスマン通りから見る裏側
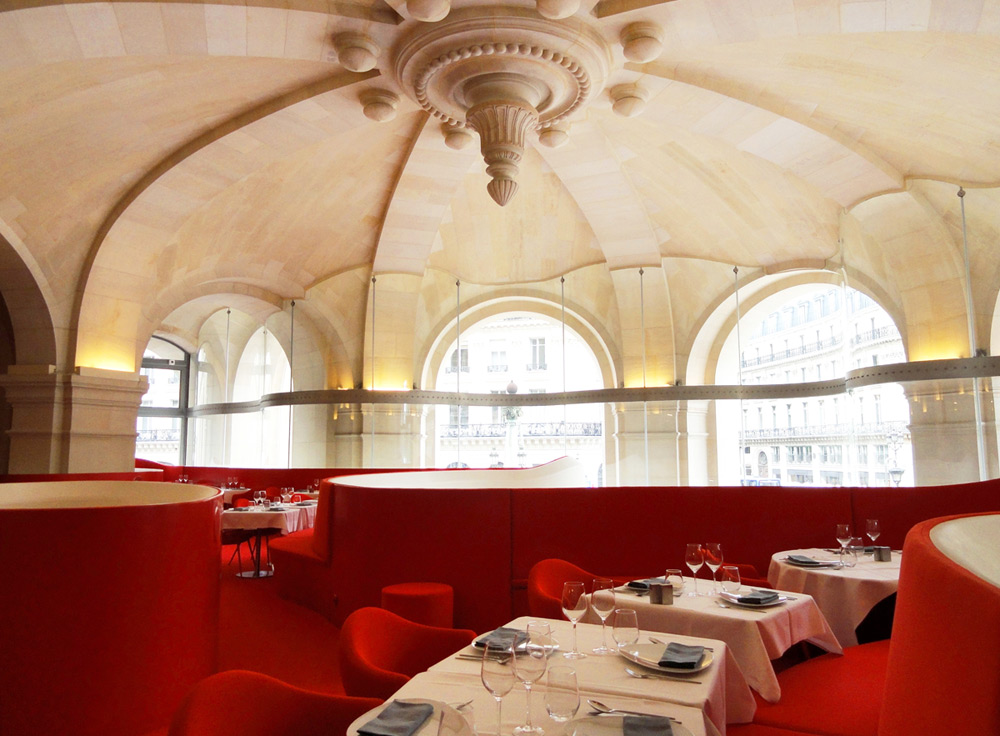
オペラレストラン
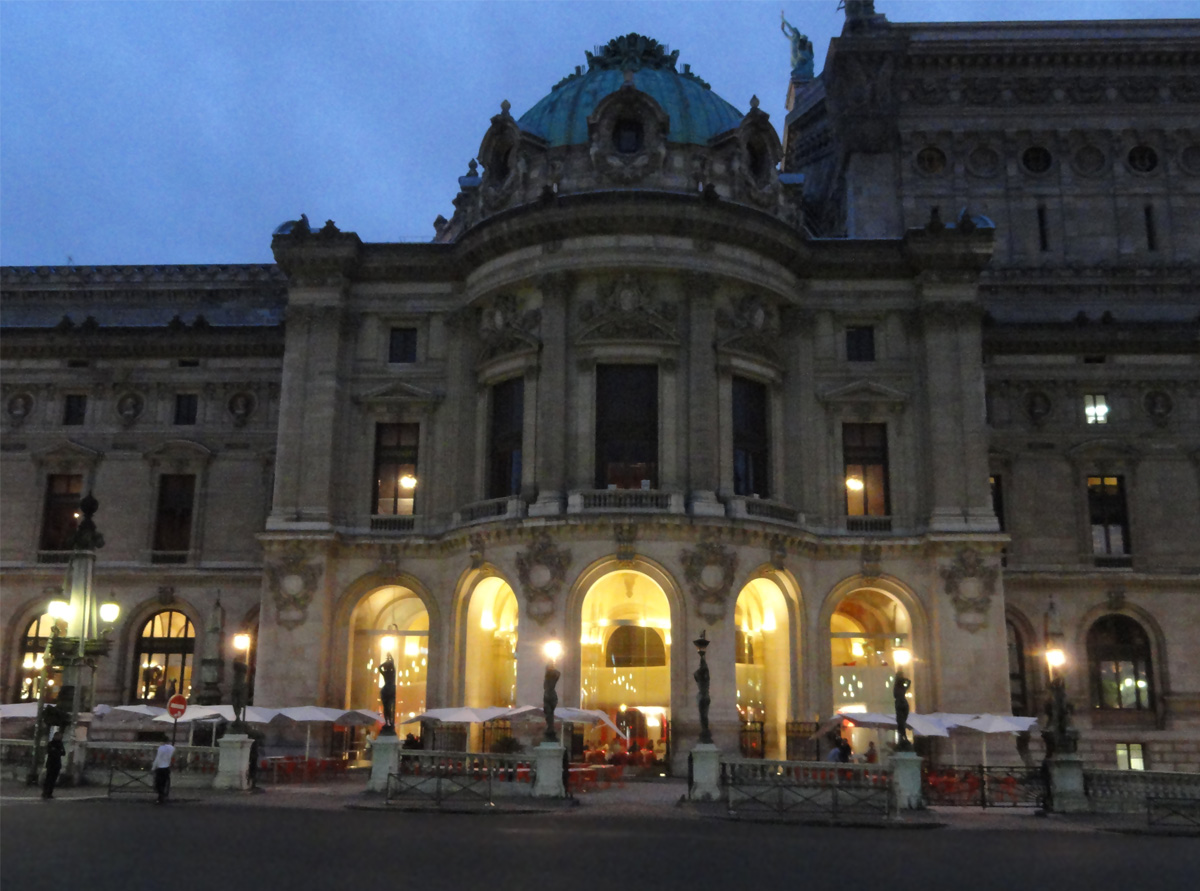
オペラレストランの外観
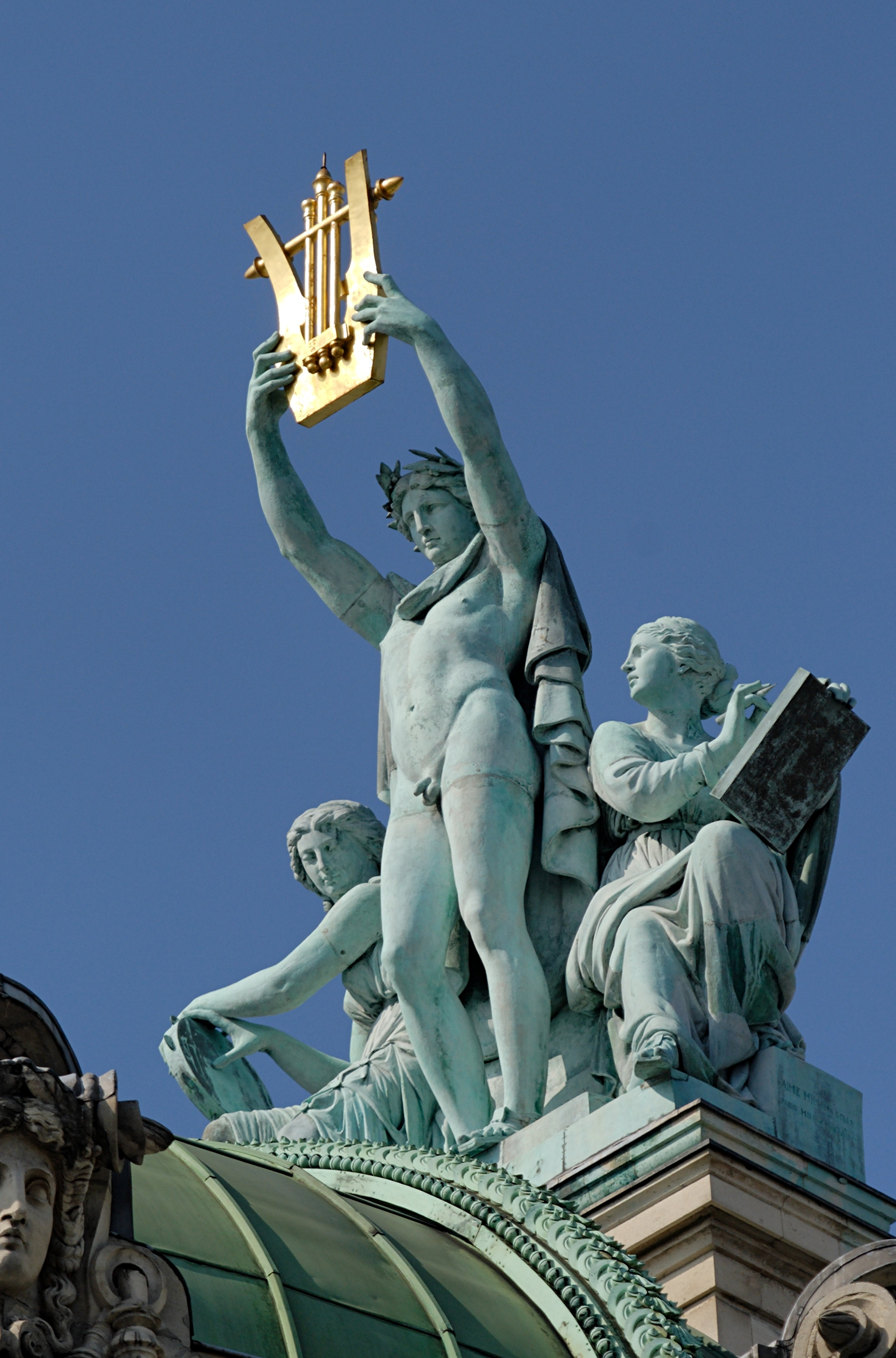
「アポロ、詩情と音楽」w:Aimé Milletのデティール
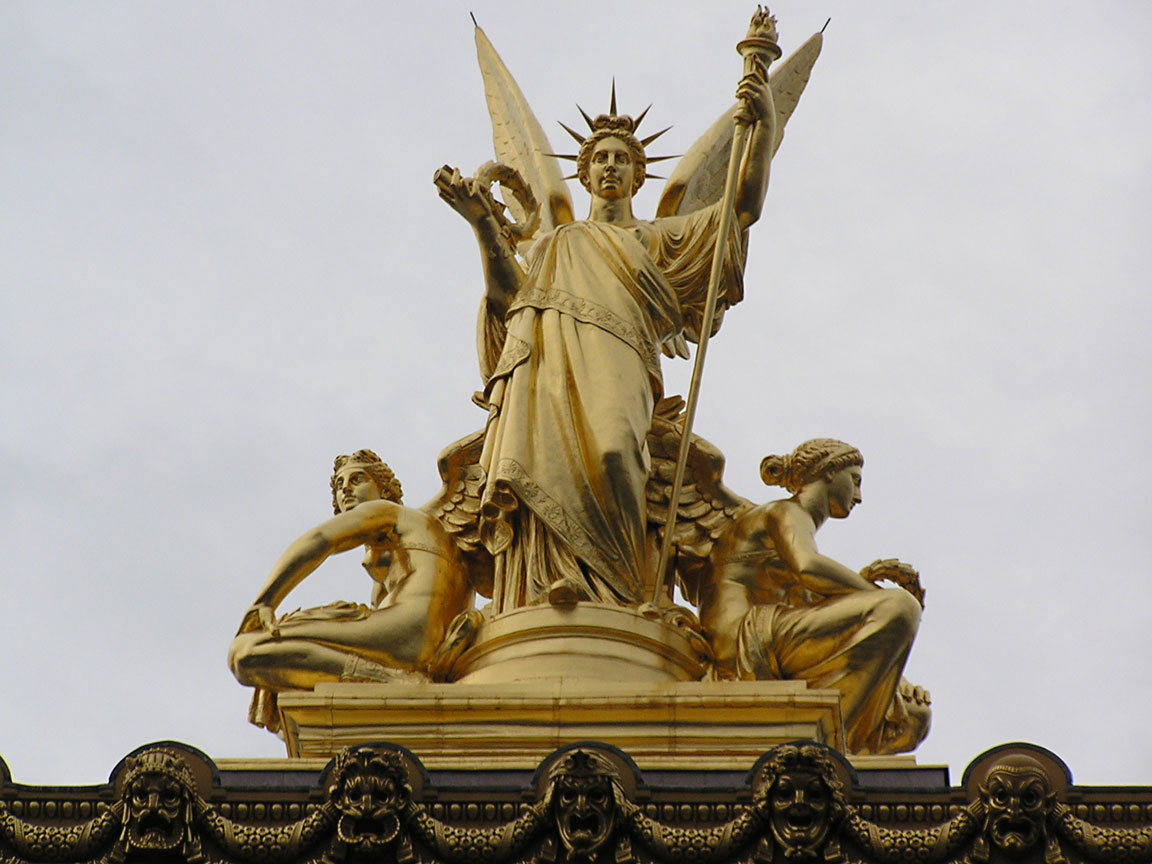
「詩情」w:Charles Gumery
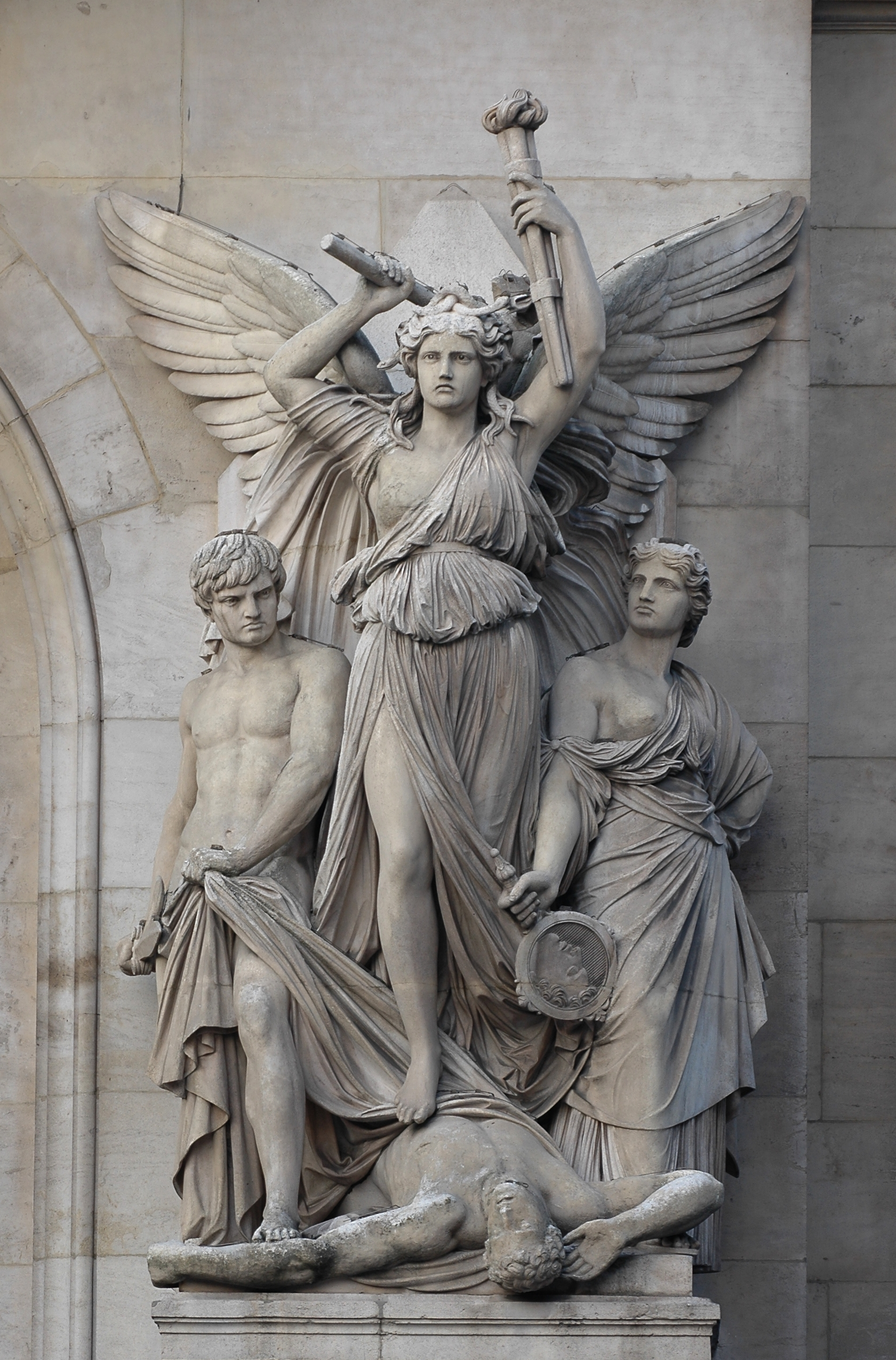
「抒情劇」w:Jean-Joseph Perraud
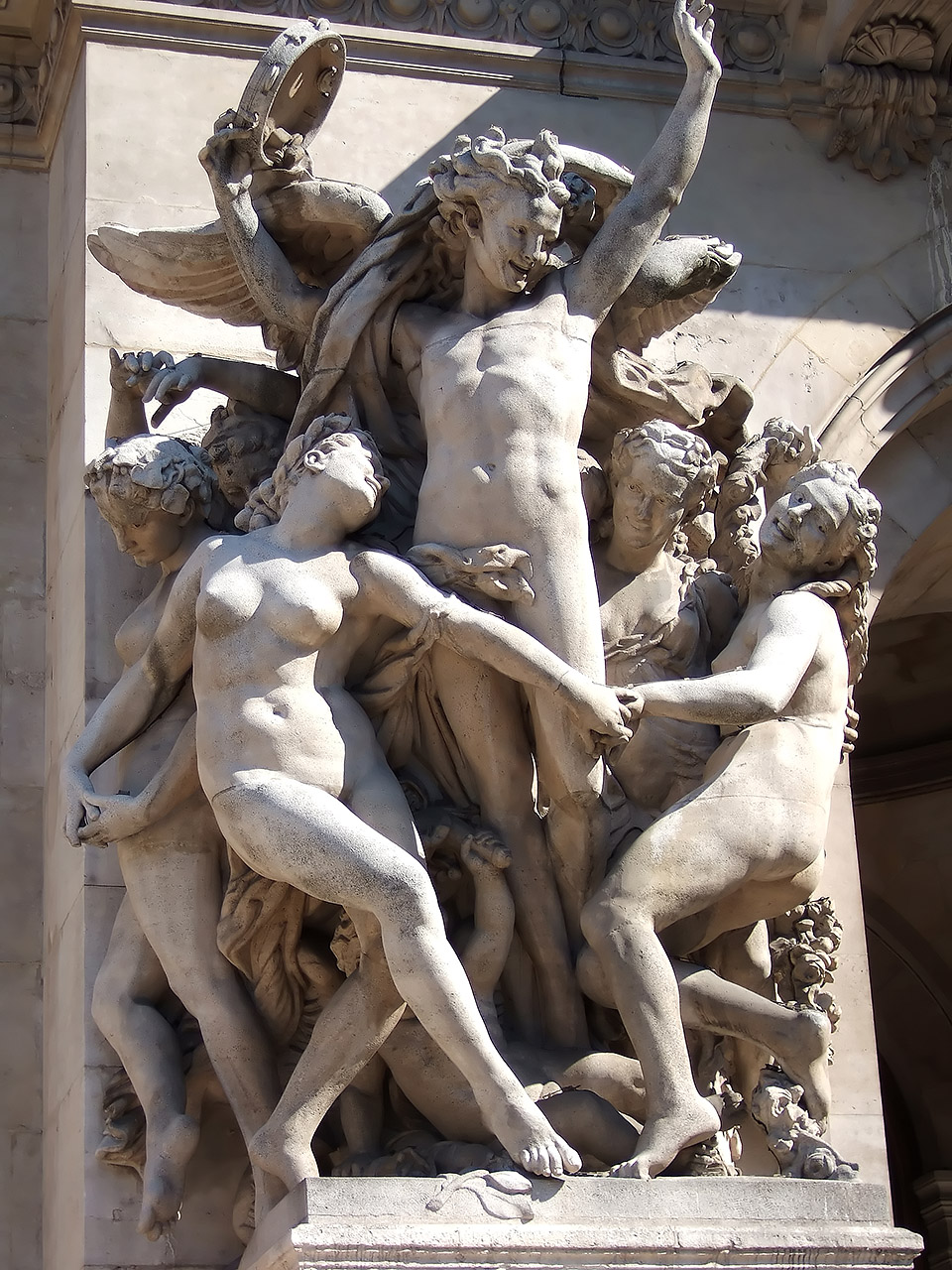
「舞踏」 w:Jean-Baptiste Carpeaux